# オリンピックのボクシング競技・メダリスト一覧
オリンピックのボクシング競技・メダリスト一覧（オリンピックのボクシングきょうぎ・メダリストいちらん）は、1904年から2020年までのオリンピックボクシング競技におけるメダリストの一覧である。

## 現行階級

### 男子

#### フライ級
- 1904: 47.6kg
- 1920-1936: 50.8kg
- 1948-1964: 51kg
- 1968-2008: 48-51kg
- 2012-: 49-52kg

| 開催年                | 金                                            | 銀                                                  | 銅                                            |
| --------------------- | --------------------------------------------- | --------------------------------------------------- | --------------------------------------------- |
| 1904 セントルイス     | ジョージ・フィネガン アメリカ合衆国 (USA)     | マイルズ・バーク アメリカ合衆国 (USA)               | 該当者なし                                    |
| 1908-1912             | 実施せず                                      | 実施せず                                            | 実施せず                                      |
| 1920 アントワープ     | フランク・ジェナロ アメリカ合衆国 (USA)       | アンデルス・ペーターセン デンマーク (DEN)           | ウィリアム・カスバートソン イギリス (GBR)     |
| 1924 パリ             | フィデル・ラバルバ アメリカ合衆国 (USA)       | ジェームス・マッケンジー イギリス (GBR)             | レイモンド・フィー アメリカ合衆国 (USA)       |
| 1928 アムステルダム   | アンタル・コチシュ ハンガリー (HUN)           | アルマン・アペル フランス (FRA)                     | カルロ・カバニョーリ イタリア (ITA)           |
| 1932 ロサンゼルス     | イシュトヴァン・エーネケシュ ハンガリー (HUN) | フランシスコ・カバニャス メキシコ (MEX)             | ルイス・サリカ アメリカ合衆国 (USA)           |
| 1936 ベルリン         | ウィリー・カイザー ドイツ (GER)               | ガバノ・マッタ イタリア (ITA)                       | ルイス・ローリー アメリカ合衆国 (USA)         |
| 1948 ロンドン         | パスカル・ペレス アルゼンチン (ARG)           | スパルタコ・バンディネッリ イタリア (ITA)           | 韓水安 韓国 (KOR)                             |
| 1952 ヘルシンキ       | ネイト・ブルックス アメリカ合衆国 (USA)       | エドガル・バーゼル 西ドイツ (FRG)                   | アナトリー・ブラコフ ソビエト連邦 (URS)       |
| 1952 ヘルシンキ       | ネイト・ブルックス アメリカ合衆国 (USA)       | エドガル・バーゼル 西ドイツ (FRG)                   | ウィリアム・トウィール 南アフリカ (RSA)       |
| 1956 メルボルン       | テレンス・スピンクス イギリス (GBR)           | ミルチェア・ドブレスク ルーマニア (ROM)             | ジョン・コールドウェル アイルランド (IRL)     |
| 1956 メルボルン       | テレンス・スピンクス イギリス (GBR)           | ミルチェア・ドブレスク ルーマニア (ROM)             | ルネ・リベール フランス (FRA)                 |
| 1960 ローマ           | ジュラ・トゥルク ハンガリー (HUN)             | セルゲイ・シフコ ソビエト連邦 (URS)                 | アブデルモナイム・エルガンディ エジプト (EGY) |
| 1960 ローマ           | ジュラ・トゥルク ハンガリー (HUN)             | セルゲイ・シフコ ソビエト連邦 (URS)                 | 田辺清 日本 (JPN)                             |
| 1964 東京             | フェルナンド・アッツォーリ イタリア (ITA)     | アルトゥール・オレク ポーランド (POL)               | ロバート・カーモディ アメリカ合衆国 (USA)     |
| 1964 東京             | フェルナンド・アッツォーリ イタリア (ITA)     | アルトゥール・オレク ポーランド (POL)               | スタニスラフ・ソロキン ソビエト連邦 (URS)     |
| 1968 メキシコシティ   | リカルド・デルガド メキシコ (MEX)             | アルトゥール・オレク ポーランド (POL)               | セルビリオ・デ・オリベイラ ブラジル (BRA)     |
| 1968 メキシコシティ   | リカルド・デルガド メキシコ (MEX)             | アルトゥール・オレク ポーランド (POL)               | レオ・ルワブウォゴ ウガンダ (UGA)             |
| 1972 ミュンヘン       | ジョルジ・コスタディノフ ブルガリア (BUL)     | レオ・ルワブウォゴ ウガンダ (UGA)                   | レセック・ブラシンスキ ポーランド (POL)       |
| 1972 ミュンヘン       | ジョルジ・コスタディノフ ブルガリア (BUL)     | レオ・ルワブウォゴ ウガンダ (UGA)                   | ダグラス・ロドリゲス キューバ (CUB)           |
| 1976 モントリオール   | レオ・ランドルフ アメリカ合衆国 (USA)         | ラモン・デュバロン キューバ (CUB)                   | レセック・ブラシンスキ ポーランド (POL)       |
| 1976 モントリオール   | レオ・ランドルフ アメリカ合衆国 (USA)         | ラモン・デュバロン キューバ (CUB)                   | ダビド・トロジャン ソビエト連邦 (URS)         |
| 1980 モスクワ         | ペーター・レソフ ブルガリア (BUL)             | ヴィクトール・ミロシュニチェンコ ソビエト連邦 (URS) | ヒュー・ラッセル アイルランド (IRL)           |
| 1980 モスクワ         | ペーター・レソフ ブルガリア (BUL)             | ヴィクトール・ミロシュニチェンコ ソビエト連邦 (URS) | ヤーノシュ・バラディ ハンガリー (HUN)         |
| 1984 ロサンゼルス     | スティーブ・マクローリー アメリカ合衆国 (USA) | レゼップ・レゼポウスキ ユーゴスラビア (YUG)         | イブラヒム・ビラリ ケニア (KEN)               |
| 1984 ロサンゼルス     | スティーブ・マクローリー アメリカ合衆国 (USA) | レゼップ・レゼポウスキ ユーゴスラビア (YUG)         | イユプ・キャン トルコ (TUR)                   |
| 1988 ソウル           | 金光善 韓国 (KOR)                             | アンドレアス・テウス 東ドイツ (GDR)                 | マリオ・ゴンサレス メキシコ (MEX)             |
| 1988 ソウル           | 金光善 韓国 (KOR)                             | アンドレアス・テウス 東ドイツ (GDR)                 | ティモフェイ・スクリアビン ソビエト連邦 (URS) |
| 1992 バルセロナ       | 崔鉄洙 北朝鮮 (PRK)                           | ラウル・ゴンザレス キューバ (CUB)                   | ティム・オースティン アメリカ合衆国 (USA)     |
| 1992 バルセロナ       | 崔鉄洙 北朝鮮 (PRK)                           | ラウル・ゴンザレス キューバ (CUB)                   | イシュトヴァン・コバチ ハンガリー (HUN)       |
| 1996 アトランタ       | マイクロ・ロメロ キューバ (CUB)               | ボラト・ジュマディロフ カザフスタン (KAZ)           | ゾルタン・ルンカ ドイツ (GER)                 |
| 1996 アトランタ       | マイクロ・ロメロ キューバ (CUB)               | ボラト・ジュマディロフ カザフスタン (KAZ)           | アルバート・パキーエフ ロシア (RUS)           |
| 2000 シドニー         | ウィチャン・ポンリット タイ (THA)             | ボラト・ジュマディロフ カザフスタン (KAZ)           | ウラジミール・シドレンコ ウクライナ (UKR)     |
| 2000 シドニー         | ウィチャン・ポンリット タイ (THA)             | ボラト・ジュマディロフ カザフスタン (KAZ)           | ジェローム・トマ フランス (FRA)               |
| 2004 アテネ           | ユリオルキス・ガンボア キューバ (CUB)         | ジェローム・トマ フランス (FRA)                     | ルスタムホッツァ・ラヒモフ ドイツ (GER)       |
| 2004 アテネ           | ユリオルキス・ガンボア キューバ (CUB)         | ジェローム・トマ フランス (FRA)                     | ファド・アスラノフ アゼルバイジャン (AZE)     |
| 2008 北京             | ソムジット・ジョンジョーホー タイ (THA)       | アンドリス・ラフィタ・エルナンデス キューバ (CUB)   | ビンチェンツォ・ピカルディ イタリア (ITA)     |
| 2008 北京             | ソムジット・ジョンジョーホー タイ (THA)       | アンドリス・ラフィタ・エルナンデス キューバ (CUB)   | ゲオルギー・バラクシン ロシア (RUS)           |
| 2012 ロンドン         | ロベイシ・ラミレス キューバ (CUB)             | ツグスソグ・ニヤンバヤル モンゴル (MGL)             | マイケル・コンラン アイルランド (IRL)         |
| 2012 ロンドン         | ロベイシ・ラミレス キューバ (CUB)             | ツグスソグ・ニヤンバヤル モンゴル (MGL)             | ミシャ・アロイアン ロシア (RUS)               |
| 2016 リオデジャネイロ | シャホビディン・ゾイロフ ウズベキスタン (UZB) | ジョエル・フィノル ベネズエラ (VEN)                 | 胡建関 中国 (CHN)                             |
| 2020 東京             | ガラル・ヤファイ イギリス (GBR)               | カルロ・パーラム フィリピン (PHI)                   | 田中亮明 日本 (JPN)                           |
| 2020 東京             | ガラル・ヤファイ イギリス (GBR)               | カルロ・パーラム フィリピン (PHI)                   | サケン・ビボシノフ カザフスタン (KAZ)         |

#### フェザー級
- 1904: 52.2-56.7kg
- 1908: 52.6-57.2kg
- 1920-1928: 53.5-57.2kg
- 1932-1936: 54.0-57.2kg
- 1948: 54-58kg
- 1952-2008: 54-57kg

| 大会名              | 金                                              | 銀                                          | 銅                                                    |
| ------------------- | ----------------------------------------------- | ------------------------------------------- | ----------------------------------------------------- |
| 1904 セントルイス   | オリバー・カーク アメリカ合衆国 (USA)           | フランク・ハーラー アメリカ合衆国 (USA)     | フレデリック・ギルモア アメリカ合衆国 (USA)           |
| 1908 ロンドン       | リチャード・ガン イギリス (GBR)                 | チャールズ・モーリス イギリス (GBR)         | ホフ・ロディン イギリス (GBR)                         |
| 1912 ストックホルム | 実施せず                                        | 実施せず                                    | 実施せず                                              |
| 1920 アントワープ   | ポール・フリッチュ フランス (FRA)               | ジャン・ガシュ フランス (FRA)               | エドアルド・ガルツェナ イタリア (ITA)                 |
| 1924 パリ           | ジャッキー・フィールズ アメリカ合衆国 (USA)     | ジョセフ・サラス アメリカ合衆国 (USA)       | ペドロ・カルタッシ アルゼンチン (ARG)                 |
| 1928 アムステルダム | ベップ・ファン・クラフェレン オランダ (NED)     | ビクトル・ペラルタ アルゼンチン (ARG)       | ハロルド・ディバイン アメリカ合衆国 (USA)             |
| 1932 ロサンゼルス   | カーメロ・ロブレド アルゼンチン (ARG)           | ジョセフ・シュレンコファー ドイツ (GER)     | アラン・カールソン スウェーデン (SWE)                 |
| 1936 ベルリン       | オスカー・カサノバス アルゼンチン (ARG)         | チャールズ・カテラル 南アフリカ (RSA)       | ジョセフ・マイナー ドイツ (GER)                       |
| 1948 ロンドン       | アーネスト・フォルメンティ イタリア (ITA)       | デニス・シェファード 南アフリカ (RSA)       | アレクシー・アントキービック ポーランド (POL)         |
| 1952 ヘルシンキ     | ヤン・ザカーラ チェコスロバキア (TCH)           | セルジオ・カプラリ イタリア (ITA)           | レナード・レイシング 南アフリカ (RSA)                 |
| 1952 ヘルシンキ     | ヤン・ザカーラ チェコスロバキア (TCH)           | セルジオ・カプラリ イタリア (ITA)           | ジョセフ・ベンタヤ フランス (FRA)                     |
| 1956 メルボルン     | ウラジミール・サフロノフ ソビエト連邦 (URS)     | トーマス・ニコルス イギリス (GBR)           | ペンティ・ハマライネン フィンランド (FIN)             |
| 1956 メルボルン     | ウラジミール・サフロノフ ソビエト連邦 (URS)     | トーマス・ニコルス イギリス (GBR)           | ヘンリック・ニエドヴィエッキ ポーランド (POL)         |
| 1960 ローマ         | フランチェスコ・ムッソ イタリア (ITA)           | イェジー・アダムスキ ポーランド (POL)       | ホルマ・リモーネン フィンランド (FIN)                 |
| 1960 ローマ         | フランチェスコ・ムッソ イタリア (ITA)           | イェジー・アダムスキ ポーランド (POL)       | ウィリアム・メイヤーズ 南アフリカ (RSA)               |
| 1964 東京           | スタニスラフ・ステパシュキン ソビエト連邦 (URS) | アントニー・ビラヌエバ フィリピン (PHI)     | チャールズ・ブラウン アメリカ合衆国 (USA)             |
| 1964 東京           | スタニスラフ・ステパシュキン ソビエト連邦 (URS) | アントニー・ビラヌエバ フィリピン (PHI)     | ハインツ・シュルツ 東西統一ドイツ (EUA)               |
| 1968 メキシコシティ | アントニオ・ロルダン メキシコ (MEX)             | アルバート・ロビンソン アメリカ合衆国 (USA) | イワン・ミカイロフ ブルガリア (BUL)                   |
| 1968 メキシコシティ | アントニオ・ロルダン メキシコ (MEX)             | アルバート・ロビンソン アメリカ合衆国 (USA) | フィリップ・ワルインゲ ケニア (KEN)                   |
| 1972 ミュンヘン     | ボリス・クズネツォフ ソビエト連邦 (URS)         | フィリップ・ワルインゲ ケニア (KEN)         | アンドラス・ボトス ハンガリー (HUN)                   |
| 1972 ミュンヘン     | ボリス・クズネツォフ ソビエト連邦 (URS)         | フィリップ・ワルインゲ ケニア (KEN)         | クレメンテ・ロハス コロンビア (COL)                   |
| 1976 モントリオール | アンヘル・ヘレラ キューバ (CUB)                 | リチャード・ノワコウスキ 東ドイツ (GDR)     | レセック・コセドウスキ ポーランド (POL)               |
| 1976 モントリオール | アンヘル・ヘレラ キューバ (CUB)                 | リチャード・ノワコウスキ 東ドイツ (GDR)     | ファン・パレデス メキシコ (MEX)                       |
| 1980 モスクワ       | ルディ・フィンク 東ドイツ (GDR)                 | アドルフォ・オルタ キューバ (CUB)           | クルシストフ・コセドウスキ ポーランド (POL)           |
| 1980 モスクワ       | ルディ・フィンク 東ドイツ (GDR)                 | アドルフォ・オルタ キューバ (CUB)           | ヴィクトール・リバコフ ソビエト連邦 (URS)             |
| 1984 ロサンゼルス   | メルドリック・テイラー アメリカ合衆国 (USA)     | ピーター・コンイェワチー ナイジェリア (NGR) | トゥルグト・アイカジュ トルコ (TUR)                   |
| 1984 ロサンゼルス   | メルドリック・テイラー アメリカ合衆国 (USA)     | ピーター・コンイェワチー ナイジェリア (NGR) | オマール・ペラーザ ベネズエラ (VEN)                   |
| 1988 ソウル         | ジョバンニ・パリージ イタリア (ITA)             | ダニエル・ドミトレスク ルーマニア (ROM)     | アブデル・アティク モロッコ (MAR)                     |
| 1988 ソウル         | ジョバンニ・パリージ イタリア (ITA)             | ダニエル・ドミトレスク ルーマニア (ROM)     | 李在赫 韓国 (KOR)                                     |
| 1992 バルセロナ     | アンドレアス・テウス ドイツ (GER)               | ファウスティノ・レイジェス スペイン (ESP)   | ラマジ・パリアニ EUN (EUN)                            |
| 1992 バルセロナ     | アンドレアス・テウス ドイツ (GER)               | ファウスティノ・レイジェス スペイン (ESP)   | ホシネ・ソルタニ アルジェリア (ALG)                   |
| 1996 アトランタ     | ソムラック・カムシン タイ (THA)                 | セラフィム・トドロフ ブルガリア (BUL)       | フリオ・パブロ・チャコン アルゼンチン (ARG)           |
| 1996 アトランタ     | ソムラック・カムシン タイ (THA)                 | セラフィム・トドロフ ブルガリア (BUL)       | フロイド・メイウェザー・ジュニア アメリカ合衆国 (USA) |
| 2000 シドニー       | ベクザット・サタルハノフ カザフスタン (KAZ)     | リカルド・ファレス アメリカ合衆国 (USA)     | カミル・ジャマルトジノフ ロシア (RUS)                 |
| 2000 シドニー       | ベクザット・サタルハノフ カザフスタン (KAZ)     | リカルド・ファレス アメリカ合衆国 (USA)     | タハ・タムサマニ モロッコ (MAR)                       |
| 2004 アテネ         | アレクセイ・チシュチェンコ ロシア (RUS)         | キム・ソングク 北朝鮮 (PRK)                 | 趙石煥 韓国 (KOR)                                     |
| 2004 アテネ         | アレクセイ・チシュチェンコ ロシア (RUS)         | キム・ソングク 北朝鮮 (PRK)                 | ビタリ・タイベルト ドイツ (GER)                       |
| 2008 北京           | ワシル・ロマチェンコ ウクライナ (UKR)           | ケダフィ・ジェルキル フランス (FRA)         | ヤクプ・キリク トルコ (TUR)                           |
| 2008 北京           | ワシル・ロマチェンコ ウクライナ (UKR)           | ケダフィ・ジェルキル フランス (FRA)         | シャヒン・イムラノフ アゼルバイジャン (AZE)           |
| 2012-2016           | 実施せず                                        | 実施せず                                    | 実施せず                                              |
| 2020 東京           | アルベルト・バティルガジエフ ROC (ROC)          | デューク・レイガン アメリカ合衆国 (USA)     | サミュエル・タキー ガーナ (GHA)                       |
| 2020 東京           | アルベルト・バティルガジエフ ROC (ROC)          | デューク・レイガン アメリカ合衆国 (USA)     | ラサロ・アルバレス キューバ (CUB)                     |

#### ライト級
- 1904: 56.7-61.2kg
- 1908: 57.2-63.5kg
- 1920-1936: 57.2-61.2kg
- 1948: 58-62kg
- 1952-2008: 57-60kg
- 2012-: 56-60kg

| 大会名                | 金                                                  | 銀                                            | 銅                                                |
| --------------------- | --------------------------------------------------- | --------------------------------------------- | ------------------------------------------------- |
| 1904 セントルイス     | ハリー・スパンジャー アメリカ合衆国 (USA)           | ジャック・イーガン アメリカ合衆国 (USA)       | ラッセル・バン・ホーン アメリカ合衆国 (USA)       |
| 1908 ロンドン         | フレデリック・グレース イギリス (GBR)               | フレデリック・スパイラー イギリス (GBR)       | ハリー・ジョンソン イギリス (GBR)                 |
| 1912 ストックホルム   | 実施せず                                            | 実施せず                                      | 実施せず                                          |
| 1920 アントワープ     | サミュエル・モスバーグ アメリカ合衆国 (USA)         | ゴトフレッド・ヨハンセン デンマーク (DEN)     | クリス・ニュートン カナダ (CAN)                   |
| 1924 パリ             | ハンス・ジェイコブ・ニールセン デンマーク (DEN)     | アルフレッド・コペロ アルゼンチン (ARG)       | フレデリック・ボイルスタイン アメリカ合衆国 (USA) |
| 1928 アムステルダム   | カルロ・オルランディ イタリア (ITA)                 | スティーブン・ハライコ アメリカ合衆国 (USA)   | グンナー・ベルックレン スウェーデン (SWE)         |
| 1932 ロサンゼルス     | ローレンス・スティーブンス 南アフリカ (RSA)         | シューレ・アークビスト スウェーデン (SWE)     | ネイザン・ボー アメリカ合衆国 (USA)               |
| 1936 ベルリン         | イメレ・ハランギ ハンガリー (HUN)                   | ニコライ・ステパロフ エストニア (EST)         | エリク・アグレン スウェーデン (SWE)               |
| 1948 ロンドン         | ジェラルド・ドライアー 南アフリカ (RSA)             | ジョセフ・ビサース ベルギー (BEL)             | スベンド・ワド デンマーク (DEN)                   |
| 1952 ヘルシンキ       | アウレリアーノ・ボロネージ イタリア (ITA)           | アレクシー・アントキービック ポーランド (POL) | ゲオルギー・フィアット ルーマニア (ROM)           |
| 1952 ヘルシンキ       | アウレリアーノ・ボロネージ イタリア (ITA)           | アレクシー・アントキービック ポーランド (POL) | エルキ・パッカネン フィンランド (FIN)             |
| 1956 メルボルン       | ディック・マクタガート イギリス (GBR)               | ハリー・カルシャット 東西統一ドイツ (EUA)     | アンソニー・バーン アイルランド (IRL)             |
| 1956 メルボルン       | ディック・マクタガート イギリス (GBR)               | ハリー・カルシャット 東西統一ドイツ (EUA)     | Anatoly Lagetko ソビエト連邦 (URS)                |
| 1960 ローマ           | カジミェシュ・パズドジオール ポーランド (POL)       | サンドロ・ロポポロ イタリア (ITA)             | アベル・ラウドニオ アルゼンチン (ARG)             |
| 1960 ローマ           | カジミェシュ・パズドジオール ポーランド (POL)       | サンドロ・ロポポロ イタリア (ITA)             | リチャード・マクタガート イギリス (GBR)           |
| 1964 東京             | ジョゼフ・グリジエン ポーランド (POL)               | ベリクトン・バラニコフ ソビエト連邦 (URS)     | ロナルド・アレン・ハリス アメリカ合衆国 (USA)     |
| 1964 東京             | ジョゼフ・グリジエン ポーランド (POL)               | ベリクトン・バラニコフ ソビエト連邦 (URS)     | ジェームス・マッカート アイルランド (IRL)         |
| 1968 メキシコシティ   | ロナルド・W・ハリス アメリカ合衆国 (USA)            | ジョゼフ・グリジエン ポーランド (POL)         | カリストラ・カトフ ルーマニア (ROM)               |
| 1968 メキシコシティ   | ロナルド・W・ハリス アメリカ合衆国 (USA)            | ジョゼフ・グリジエン ポーランド (POL)         | ズヴォニミール・ヴューイン ユーゴスラビア (YUG)   |
| 1972 ミュンヘン       | ヤン・シュチェパンスキー ポーランド (POL)           | ラズロ・オルバン ハンガリー (HUN)             | サミュエル・ムブグア ケニア (KEN)                 |
| 1972 ミュンヘン       | ヤン・シュチェパンスキー ポーランド (POL)           | ラズロ・オルバン ハンガリー (HUN)             | アルフォンソ・ペレス コロンビア (COL)             |
| 1976 モントリオール   | ハワード・デイヴィス・ジュニア アメリカ合衆国 (USA) | シミオン・クトフ ルーマニア (ROM)             | アーセ・ルセウスキ ユーゴスラビア (YUG)           |
| 1976 モントリオール   | ハワード・デイヴィス・ジュニア アメリカ合衆国 (USA) | シミオン・クトフ ルーマニア (ROM)             | ワシリー・ソロミン ソビエト連邦 (URS)             |
| 1980 モスクワ         | アンヘル・ヘレラ キューバ (CUB)                     | ヴィクトール・デミャネンコ ソビエト連邦 (URS) | カジミェシュ・アダク ポーランド (POL)             |
| 1980 モスクワ         | アンヘル・ヘレラ キューバ (CUB)                     | ヴィクトール・デミャネンコ ソビエト連邦 (URS) | リヒャルト・ノバコウスキ 東ドイツ (GDR)           |
| 1984 ロサンゼルス     | パーネル・ウィテカー アメリカ合衆国 (USA)           | ルイス・オルティス プエルトリコ (PUR)         | 全七星 韓国 (KOR)                                 |
| 1984 ロサンゼルス     | パーネル・ウィテカー アメリカ合衆国 (USA)           | ルイス・オルティス プエルトリコ (PUR)         | マーティン・ンドンゴ＝エバンガ カメルーン (CMR)   |
| 1988 ソウル           | アンドレアス・チュロウ 東ドイツ (GDR)               | ジョージ・クラムネ スウェーデン (SWE)         | ロマリス・エリス アメリカ合衆国 (USA)             |
| 1988 ソウル           | アンドレアス・チュロウ 東ドイツ (GDR)               | ジョージ・クラムネ スウェーデン (SWE)         | ネルガイ・エンクバット モンゴル (MGL)             |
| 1992 バルセロナ       | オスカー・デ・ラ・ホーヤ アメリカ合衆国 (USA)       | マルコ・ルドルフ ドイツ (GER)                 | ナムジル・バヤルサイカン モンゴル (MGL)           |
| 1992 バルセロナ       | オスカー・デ・ラ・ホーヤ アメリカ合衆国 (USA)       | マルコ・ルドルフ ドイツ (GER)                 | 洪成湜 韓国 (KOR)                                 |
| 1996 アトランタ       | ホシネ・ソルタニ アルジェリア (ALG)                 | トンチョ・トンチェフ ブルガリア (BUL)         | テレンス・コーゼン アメリカ合衆国 (USA)           |
| 1996 アトランタ       | ホシネ・ソルタニ アルジェリア (ALG)                 | トンチョ・トンチェフ ブルガリア (BUL)         | レナード・ドリン ルーマニア (ROM)                 |
| 2000 シドニー         | マリオ・キンデラン キューバ (CUB)                   | アンドレイ・コテルニク ウクライナ (UKR)       | クリスチャン・ベハラノ メキシコ (MEX)             |
| 2000 シドニー         | マリオ・キンデラン キューバ (CUB)                   | アンドレイ・コテルニク ウクライナ (UKR)       | アレクサンドル・マレチン ロシア (RUS)             |
| 2004 アテネ           | マリオ・キンデラン キューバ (CUB)                   | アミール・カーン イギリス (GBR)               | ムラト・フラチェフ ロシア (RUS)                   |
| 2004 アテネ           | マリオ・キンデラン キューバ (CUB)                   | アミール・カーン イギリス (GBR)               | セリク・エルオフ カザフスタン (KAZ)               |
| 2008 北京             | アレクセイ・ティシュチェンコ ロシア (RUS)           | ダウダ・ソウ フランス (FRA)                   | フラチク・ヤワキャン アルメニア (ARM)             |
| 2008 北京             | アレクセイ・ティシュチェンコ ロシア (RUS)           | ダウダ・ソウ フランス (FRA)                   | ヨルデニス・ウガス キューバ (CUB)                 |
| 2012 ロンドン         | ワシル・ロマチェンコ ウクライナ (UKR)               | 韓淳喆 韓国 (KOR)                             | ヤスニエル・トレド キューバ (CUB)                 |
| 2012 ロンドン         | ワシル・ロマチェンコ ウクライナ (UKR)               | 韓淳喆 韓国 (KOR)                             | エバルダス・ペトラウスカス リトアニア (LTU)       |
| 2016 リオデジャネイロ | ロブソン・コンセイサン ブラジル (BRA)               | ソフィアン・オーミア フランス (FRA)           | ラザロ・アルバレス キューバ (CUB)                 |
| 2016 リオデジャネイロ | ロブソン・コンセイサン ブラジル (BRA)               | ソフィアン・オーミア フランス (FRA)           | オトゴンダライ・ドルジニャンブ モンゴル (MGL)     |
| 2020 東京             | アンディ・クルス キューバ (CUB)                     | キーショーン・デービス アメリカ合衆国 (USA)   | ホバネス・バチコフ アルメニア (ARM)               |
| 2020 東京             | アンディ・クルス キューバ (CUB)                     | キーショーン・デービス アメリカ合衆国 (USA)   | ハリソン・ガーサイド オーストラリア (AUS)         |

#### ウェルター級
- 1904: 61.2-65.8kg
- 1920-1936: 61.2-66.7kg
- 1948: 62-67kg
- 1952-2000: 63.5-67kg
- 2004-: 64-69kg

| 大会名                | 金                                          | 銀                                          | 銅                                            |
| --------------------- | ------------------------------------------- | ------------------------------------------- | --------------------------------------------- |
| 1904 セントルイス     | アルバート・ヤング アメリカ合衆国 (USA)     | ハリー・スパンジャー アメリカ合衆国 (USA)   | ジャック・イーガン アメリカ合衆国 (USA)       |
| 1904 セントルイス     | アルバート・ヤング アメリカ合衆国 (USA)     | ハリー・スパンジャー アメリカ合衆国 (USA)   | ジョセフ・ライドン アメリカ合衆国 (USA)       |
| 1908-1912             | 実施せず                                    | 実施せず                                    | 実施せず                                      |
| 1920 アントワープ     | バート・シュナイダー カナダ (CAN)           | アレクサンダー・アイアランド イギリス (GBR) | フレデリック・コルバーグ アメリカ合衆国 (USA) |
| 1924 パリ             | ジャン・デラージ ベルギー (BEL)             | エクトール・メンデス アルゼンチン (ARG)     | ダグラス・ルイス カナダ (CAN)                 |
| 1928 アムステルダム   | テッド・モーガン ニュージーランド (NZL)     | ラウル・ランディーニ アルゼンチン (ARG)     | レイモンド・スマイリー カナダ (CAN)           |
| 1932 ロサンゼルス     | エドワード・フリン アメリカ合衆国 (USA)     | エリケ・カムペ ドイツ (GER)                 | ブルーノ・アールベルク フィンランド (FIN)     |
| 1936 ベルリン         | ステン・サビオ フィンランド (FIN)           | ミハエル・ミュラック ドイツ (GER)           | ゲルハルト・ピーターセン デンマーク (DEN)     |
| 1948 ロンドン         | ユリウス・トルマ チェコスロバキア (TCH)     | ホーレス・ヘリング アメリカ合衆国 (USA)     | アレッサンドロ・ドッタヴィオ イタリア (ITA)   |
| 1952 ヘルシンキ       | ジグムント・チチラ ポーランド (POL)         | セルゲイ・スチェルバコフ ソビエト連邦 (URS) | ギュンター・ハイドマン 西ドイツ (FRG)         |
| 1952 ヘルシンキ       | ジグムント・チチラ ポーランド (POL)         | セルゲイ・スチェルバコフ ソビエト連邦 (URS) | ビクトル・ヨルゲンセン デンマーク (DEN)       |
| 1956 メルボルン       | ニコラエ・リンカ ルーマニア (ROM)           | フレデリック・ティエト アイルランド (IRL)   | ニコラス・ガルガノ イギリス (GBR)             |
| 1956 メルボルン       | ニコラエ・リンカ ルーマニア (ROM)           | フレデリック・ティエト アイルランド (IRL)   | ケビン・ホガース オーストラリア (AUS)         |
| 1960 ローマ           | ニノ・ベンベヌチ イタリア (ITA)             | ユーリ・ラドニヤク ソビエト連邦 (URS)       | レゼク・ドロゴス ポーランド (POL)             |
| 1960 ローマ           | ニノ・ベンベヌチ イタリア (ITA)             | ユーリ・ラドニヤク ソビエト連邦 (URS)       | ジェームズ・ロイド イギリス (GBR)             |
| 1964 東京             | マリアン・カスプルシク ポーランド (POL)     | リカルダス・タムリス ソビエト連邦 (URS)     | シルバノ・ベルティーニ イタリア (ITA)         |
| 1964 東京             | マリアン・カスプルシク ポーランド (POL)     | リカルダス・タムリス ソビエト連邦 (URS)     | ペルティ・プルホネン フィンランド (FIN)       |
| 1968 メキシコシティ   | マンフレート・ヴォルケ 東ドイツ (GDR)       | ジョゼフ・ベサラ カメルーン (CMR)           | マリオ・グイロッティ アルゼンチン (ARG)       |
| 1968 メキシコシティ   | マンフレート・ヴォルケ 東ドイツ (GDR)       | ジョゼフ・ベサラ カメルーン (CMR)           | ウラジミール・ムサリモフ ソビエト連邦 (URS)   |
| 1972 ミュンヘン       | エミリオ・コレア キューバ (CUB)             | ヤノス・カイディ ハンガリー (HUN)           | ディック・ムルンガ ケニア (KEN)               |
| 1972 ミュンヘン       | エミリオ・コレア キューバ (CUB)             | ヤノス・カイディ ハンガリー (HUN)           | ジェシー・バルデス アメリカ合衆国 (USA)       |
| 1976 モントリオール   | ヨハン・バックフェルト 東ドイツ (GDR)       | ペドロ・ガマロ ベネズエラ (VEN)             | ラインハルト・スクリセック 西ドイツ (FRG)     |
| 1976 モントリオール   | ヨハン・バックフェルト 東ドイツ (GDR)       | ペドロ・ガマロ ベネズエラ (VEN)             | ビクトル・ジベルマン ルーマニア (ROM)         |
| 1980 モスクワ         | アンドレス・アルダマ キューバ (CUB)         | ジョン・ムガビ ウガンダ (UGA)               | カール＝ハインツ・クリューガー 東ドイツ (GDR) |
| 1980 モスクワ         | アンドレス・アルダマ キューバ (CUB)         | ジョン・ムガビ ウガンダ (UGA)               | カジミェシュ・セサルバ ポーランド (POL)       |
| 1984 ロサンゼルス     | マーク・ブリーランド アメリカ合衆国 (USA)   | 安永水 韓国 (KOR)                           | ルチアノ・ブルーノ イタリア (ITA)             |
| 1984 ロサンゼルス     | マーク・ブリーランド アメリカ合衆国 (USA)   | 安永水 韓国 (KOR)                           | ヨニ・ナイマン フィンランド (FIN)             |
| 1988 ソウル           | ロバート・ワンギラ ケニア (KEN)             | ローラン・ブードゥアニ フランス (FRA)       | ヤン・ダイダク ポーランド (POL)               |
| 1988 ソウル           | ロバート・ワンギラ ケニア (KEN)             | ローラン・ブードゥアニ フランス (FRA)       | ケネス・グールド アメリカ合衆国 (USA)         |
| 1992 バルセロナ       | マイケル・カルース アイルランド (IRL)       | ファン・エルナンデス キューバ (CUB)         | アニバル・アセベド プエルトリコ (PUR)         |
| 1992 バルセロナ       | マイケル・カルース アイルランド (IRL)       | ファン・エルナンデス キューバ (CUB)         | アルコン・チェンライ タイ (THA)               |
| 1996 アトランタ       | オレグ・サイトフ ロシア (RUS)               | ファン・エルナンデス キューバ (CUB)         | ダニエル・サントス プエルトリコ (PUR)         |
| 1996 アトランタ       | オレグ・サイトフ ロシア (RUS)               | ファン・エルナンデス キューバ (CUB)         | マリアン・シミオン ルーマニア (ROM)           |
| 2000 シドニー         | オレグ・サイトフ ロシア (RUS)               | セルゲイ・ドトセンコ ウクライナ (UKR)       | ビタリ・グルサク モルドバ (MDA)               |
| 2000 シドニー         | オレグ・サイトフ ロシア (RUS)               | セルゲイ・ドトセンコ ウクライナ (UKR)       | ドレル・シミオン ルーマニア (ROM)             |
| 2004 アテネ           | バフチヤル・アルタエフ カザフスタン (KAZ)   | ロレンソ・アラゴン キューバ (CUB)           | 金貞柱 韓国 (KOR)                             |
| 2004 アテネ           | バフチヤル・アルタエフ カザフスタン (KAZ)   | ロレンソ・アラゴン キューバ (CUB)           | オレグ・サイトフ ロシア (RUS)                 |
| 2008 北京             | バヒト・サルセクバイエフ カザフスタン (KAZ) | カルロス・バントー・スアレス キューバ (CUB) | 金貞柱 韓国 (KOR)                             |
| 2008 北京             | バヒト・サルセクバイエフ カザフスタン (KAZ) | カルロス・バントー・スアレス キューバ (CUB) | ハナティ・シラム 中国 (CHN)                   |
| 2012 ロンドン         | セリク・サピエフ カザフスタン (KAZ)         | フレディー・エバンス イギリス (GBR)         | アンドレイ・ザムコボイ ロシア (RUS)           |
| 2012 ロンドン         | セリク・サピエフ カザフスタン (KAZ)         | フレディー・エバンス イギリス (GBR)         | タラス・シェレスチュク ウクライナ (UKR)       |
| 2016 リオデジャネイロ | ダニヤル・イェレウシノフ カザフスタン (KAZ) | シャハラン・ギヤソフ ウズベキスタン (UZB)   | モハメド・ラビー モロッコ (MAR)               |
| 2016 リオデジャネイロ | ダニヤル・イェレウシノフ カザフスタン (KAZ) | シャハラン・ギヤソフ ウズベキスタン (UZB)   | スレイマン・シソコ フランス (FRA)             |
| 2020 東京             | ロニエル・イグレシアス キューバ (CUB)       | パット・マッコーマック イギリス (GBR)       | エイダン・ウォルシュ アイルランド (IRL)       |
| 2020 東京             | ロニエル・イグレシアス キューバ (CUB)       | パット・マッコーマック イギリス (GBR)       | アンドレイ・ザムコボイ ROC (ROC)              |

#### ミドル級
- 1904: 65.8-71.7kg
- 1908: 63.5-71.7kg
- 1920-1936: 66.7-72.6kg
- 1948: 67-73kg
- 1952-2000: 71-75kg
- 2004-: 69-75kg

| 1904 セントルイス     | チャールズ・マイヤー アメリカ合衆国 (USA)         | ベンジャミン・スプラッドリー アメリカ合衆国 (USA) | 該当者なし                                        | 該当者なし | 該当者なし |
| 1908 ロンドン         | ジョン・ダグラス イギリス (GBR)                   | レジナルド・ベイカー オーストララシア (ANZ)       | ウィリアム・フィロ イギリス (GBR)                 |            |            |
| 1912 ストックホルム   | 実施せず                                          | 実施せず                                          | 実施せず                                          |            |            |
| 1920 アントワープ     | ハリー・マーリン イギリス (GBR)                   | ジョルジュ・プルドーム カナダ (CAN)               | モー・ヘルソビッチ カナダ (CAN)                   |            |            |
| 1924 パリ             | ハリー・マーリン イギリス (GBR)                   | ジョン・エリオット イギリス (GBR)                 | ジョセフ・ビーケン ベルギー (BEL)                 |            |            |
| 1928 アムステルダム   | ピエロ・トスカーニ イタリア (ITA)                 | ヤン・ハーマネック チェコスロバキア (TCH)         | レオナール・スティヤエルト ベルギー (BEL)         |            |            |
| 1932 ロサンゼルス     | カルメン・バース アメリカ合衆国 (USA)             | アマド・アザール アルゼンチン (ARG)               | エルネスト・パース 南アフリカ (RSA)               |            |            |
| 1936 ベルリン         | ジャン・デスペロー フランス (FRA)                 | ヘンリー・ティラー ノルウェー (NOR)               | ラウル・ビジャレアル アルゼンチン (ARG)           |            |            |
| 1948 ロンドン         | ラズロ・パップ ハンガリー (HUN)                   | ジョン・ライト イギリス (GBR)                     | イバノ・フォンタナ イタリア (ITA)                 |            |            |
| 1952 ヘルシンキ       | フロイド・パターソン アメリカ合衆国 (USA)         | バシル・ティタ ルーマニア (ROM)                   | ボリス・ニコロフ ブルガリア (BUL)                 |            |            |
| 1952 ヘルシンキ       | フロイド・パターソン アメリカ合衆国 (USA)         | バシル・ティタ ルーマニア (ROM)                   | スティク・ショーリン スウェーデン (SWE)           |            |            |
| 1956 メルボルン       | ゲンナディー・シャトコフ ソビエト連邦 (URS)       | ラモン・タピア チリ (CHI)                         | ジルベール・シャプロン フランス (FRA)             |            |            |
| 1956 メルボルン       | ゲンナディー・シャトコフ ソビエト連邦 (URS)       | ラモン・タピア チリ (CHI)                         | ビクトル・サラサール アルゼンチン (ARG)           |            |            |
| 1960 ローマ           | エディー・クルック・ジュニア アメリカ合衆国 (USA) | タデウシュ・バラセク ポーランド (POL)             | エフゲニー・フェロファノフ ソビエト連邦 (URS)     |            |            |
| 1960 ローマ           | エディー・クルック・ジュニア アメリカ合衆国 (USA) | タデウシュ・バラセク ポーランド (POL)             | イオン・モネア ルーマニア (ROM)                   |            |            |
| 1964 東京             | ワレリー・ポペンチェンコ ソビエト連邦 (URS)       | エミル・シュルツ 東西統一ドイツ (EUA)             | フランコ・ヴァレ イタリア (ITA)                   |            |            |
| 1964 東京             | ワレリー・ポペンチェンコ ソビエト連邦 (URS)       | エミル・シュルツ 東西統一ドイツ (EUA)             | タデウシュ・バラセク ポーランド (POL)             |            |            |
| 1968 メキシコシティ   | クリストファー・フィネガン イギリス (GBR)         | アレクセイ・キセリョフ ソビエト連邦 (URS)         | アルフレッド・ジョーンズ アメリカ合衆国 (USA)     |            |            |
| 1968 メキシコシティ   | クリストファー・フィネガン イギリス (GBR)         | アレクセイ・キセリョフ ソビエト連邦 (URS)         | アグスティン・サラゴサ メキシコ (MEX)             |            |            |
| 1972 ミュンヘン       | ビャチェスラフ・レメチェフ ソビエト連邦 (URS)     | ライマ・ビルタネン フィンランド (FIN)             | プリンス・アマーティ ガーナ (GHA)                 |            |            |
| 1972 ミュンヘン       | ビャチェスラフ・レメチェフ ソビエト連邦 (URS)     | ライマ・ビルタネン フィンランド (FIN)             | マービン・ジョンソン アメリカ合衆国 (USA)         |            |            |
| 1976 モントリオール   | マイケル・スピンクス アメリカ合衆国 (USA)         | ルファト・リスキエフ ソビエト連邦 (URS)           | ルイス・マルチネス キューバ (CUB)                 |            |            |
| 1976 モントリオール   | マイケル・スピンクス アメリカ合衆国 (USA)         | ルファト・リスキエフ ソビエト連邦 (URS)           | アレク・ナスタク ルーマニア (ROM)                 |            |            |
| 1980 モスクワ         | ホセ・ゴメス キューバ (CUB)                       | ヴィクトール・サフチェンコ ソビエト連邦 (URS)     | ジェルジー・リビッキ ポーランド (POL)             |            |            |
| 1980 モスクワ         | ホセ・ゴメス キューバ (CUB)                       | ヴィクトール・サフチェンコ ソビエト連邦 (URS)     | ワレンティン・シラギ ルーマニア (ROM)             |            |            |
| 1984 ロサンゼルス     | 申俊燮 韓国 (KOR)                                 | ヴァージル・ヒル アメリカ合衆国 (USA)             | アリスティデス・ゴンサレス プエルトリコ (PUR)     |            |            |
| 1984 ロサンゼルス     | 申俊燮 韓国 (KOR)                                 | ヴァージル・ヒル アメリカ合衆国 (USA)             | モハメド・ザオウィ アルジェリア (ALG)             |            |            |
| 1988 ソウル           | ヘンリー・マスケ 東ドイツ (GDR)                   | イガートン・マーカス カナダ (CAN)                 | クリス・サンデ ケニア (KEN)                       |            |            |
| 1988 ソウル           | ヘンリー・マスケ 東ドイツ (GDR)                   | イガートン・マーカス カナダ (CAN)                 | フセイン・シャー パキスタン (PAK)                 |            |            |
| 1992 バルセロナ       | アリエル・エルナンデス キューバ (CUB)             | クリス・バード アメリカ合衆国 (USA)               | クリス・ジョンソン カナダ (CAN)                   |            |            |
| 1992 バルセロナ       | アリエル・エルナンデス キューバ (CUB)             | クリス・バード アメリカ合衆国 (USA)               | 李承培 韓国 (KOR)                                 |            |            |
| 1996 アトランタ       | アリエル・エルナンデス キューバ (CUB)             | マリク・ベイルログル トルコ (TUR)                 | モハメド・バハリ アルジェリア (ALG)               |            |            |
| 1996 アトランタ       | アリエル・エルナンデス キューバ (CUB)             | マリク・ベイルログル トルコ (TUR)                 | ロージー・ウェルズ アメリカ合衆国 (USA)           |            |            |
| 2000 シドニー         | ホルヘ・グティエレス キューバ (CUB)               | ガイダルベク・ガイダルベコフ ロシア (RUS)         | ウガル・アレクペロフ アゼルバイジャン (AZE)       |            |            |
| 2000 シドニー         | ホルヘ・グティエレス キューバ (CUB)               | ガイダルベク・ガイダルベコフ ロシア (RUS)         | ゾルト・エルデイ ハンガリー (HUN)                 |            |            |
| 2004 アテネ           | ガイダルベク・ガイダルベコフ ロシア (RUS)         | ゲンナジー・ゴロフキン カザフスタン (KAZ)         | スリヤー・プラーサントヒンピマーイ タイ (THA)     |            |            |
| 2004 アテネ           | ガイダルベク・ガイダルベコフ ロシア (RUS)         | ゲンナジー・ゴロフキン カザフスタン (KAZ)         | アンドレ・ディレル アメリカ合衆国 (USA)           |            |            |
| 2008 北京             | ジェームス・デゲール イギリス (GBR)               | エミリオ・コレア・バイヨー キューバ (CUB)         | ダレン・サザーランド アイルランド (IRL)           |            |            |
| 2008 北京             | ジェームス・デゲール イギリス (GBR)               | エミリオ・コレア・バイヨー キューバ (CUB)         | ビジェンデル・シン インド (IND)                   |            |            |
| 2012 ロンドン         | 村田諒太 日本 (JPN)                               | エスキバ・ファルカン ブラジル (BRA)               | アボス・アトエフ ウズベキスタン (UZB)             |            |            |
| 2012 ロンドン         | 村田諒太 日本 (JPN)                               | エスキバ・ファルカン ブラジル (BRA)               | アンソニー・オゴゴ イギリス (GBR)                 |            |            |
| 2016 リオデジャネイロ | アーレン・ロペス キューバ (CUB)                   | ベクテミル・メリクジエフ ウズベキスタン (UZB)     | カムラン・シャフスヴァルリ アゼルバイジャン (AZE) |            |            |
| 2016 リオデジャネイロ | アーレン・ロペス キューバ (CUB)                   | ベクテミル・メリクジエフ ウズベキスタン (UZB)     | ミサエル・ロドリゲス メキシコ (MEX)               |            |            |
| 2020 東京             | エベルト・ソウザ ブラジル (BRA)                   | オレクサンドル・ヒジュニャク ウクライナ (UKR)     | エウミル・マーシャル フィリピン (PHI)             |            |            |
| 2020 東京             | エベルト・ソウザ ブラジル (BRA)                   | オレクサンドル・ヒジュニャク ウクライナ (UKR)     | グレプ・バクシ ROC (ROC)                          |            |            |

#### ライトヘビー級
- 1920-1936: 72.6-79.4kg
- 1948: 73-80kg
- 1952-: 75-81kg

| 大会名                | 金                                            | 銀                                                | 銅                                                              |
| --------------------- | --------------------------------------------- | ------------------------------------------------- | --------------------------------------------------------------- |
| 1920 アントワープ     | エディー・イーガン アメリカ合衆国 (USA)       | スベル・ソルダル ノルウェー (NOR)                 | ハロルド・フランクス イギリス (GBR)                             |
| 1924 パリ             | ハリー・ミッチェル イギリス (GBR)             | トューゲ・ピーターセン デンマーク (DEN)           | スベル・ソルダル ノルウェー (NOR)                               |
| 1928 アムステルダム   | ビクトル・アベンダーニョ アルゼンチン (ARG)   | エルンスト・ピチュラ ドイツ (GER)                 | カレル・ミリョン オランダ (NED)                                 |
| 1932 ロサンゼルス     | デビッド・カーステンス 南アフリカ (RSA)       | ジノ・ロッシ イタリア (ITA)                       | ピーダ・ヤアアンスン デンマーク (DEN)                           |
| 1936 ベルリン         | ロジェ・ミシュロ フランス (FRA)               | リヒャルト・ボクト ドイツ (GER)                   | フランシスコ・リジリオーネ アルゼンチン (ARG)                   |
| 1948 ロンドン         | ジョージ・ハンター 南アフリカ (RSA)           | ドナルド・スコット イギリス (GBR)                 | マウロ・シア アルゼンチン (ARG)                                 |
| 1952 ヘルシンキ       | ノーベル・リー アメリカ合衆国 (USA)           | アントニオ・パセンサ アルゼンチン (ARG)           | アナトリー・ペロフ ソビエト連邦 (URS)                           |
| 1952 ヘルシンキ       | ノーベル・リー アメリカ合衆国 (USA)           | アントニオ・パセンサ アルゼンチン (ARG)           | ハリー・シルヤンデル フィンランド (FIN)                         |
| 1956 メルボルン       | ジェームス・ボイド アメリカ合衆国 (USA)       | ゲオルゲ・ネグレア ルーマニア (ROM)               | カルロス・ルーカス チリ (CHI)                                   |
| 1956 メルボルン       | ジェームス・ボイド アメリカ合衆国 (USA)       | ゲオルゲ・ネグレア ルーマニア (ROM)               | ロムアルダス・ムラウスカス ソビエト連邦 (URS)                   |
| 1960 ローマ           | カシアス・クレイ アメリカ合衆国 (USA)         | ズビグニェフ・ピエトルシコウスキ ポーランド (POL) | アンソニー・マディガン オーストラリア (AUS)                     |
| 1960 ローマ           | カシアス・クレイ アメリカ合衆国 (USA)         | ズビグニェフ・ピエトルシコウスキ ポーランド (POL) | ジュリオ・サラウディ イタリア (ITA)                             |
| 1964 東京             | コジモ・ピント イタリア (ITA)                 | アレクセイ・キセリョフ ソビエト連邦 (URS)         | アレクサンダー・ニコロフ ブルガリア (BUL)                       |
| 1964 東京             | コジモ・ピント イタリア (ITA)                 | アレクセイ・キセリョフ ソビエト連邦 (URS)         | ズビグニェフ・ピエトルシコウスキ ポーランド (POL)               |
| 1968 メキシコシティ   | ダン・ポズニャック ソビエト連邦 (URS)         | イオン・モネア ルーマニア (ROM)                   | スタニスラフ・ドラガン ポーランド (POL)                         |
| 1968 メキシコシティ   | ダン・ポズニャック ソビエト連邦 (URS)         | イオン・モネア ルーマニア (ROM)                   | ゲオルギ・スタンコフ ブルガリア (BUL)                           |
| 1972 ミュンヘン       | メート・パルロフ ユーゴスラビア (YUG)         | ヒルベルト・カリーロ キューバ (CUB)               | ヤーヌス・ゴルタット ポーランド (POL)                           |
| 1972 ミュンヘン       | メート・パルロフ ユーゴスラビア (YUG)         | ヒルベルト・カリーロ キューバ (CUB)               | イザーク・イコーリア ナイジェリア (NGR)                         |
| 1976 モントリオール   | レオン・スピンクス アメリカ合衆国 (USA)       | シクト・ソリア キューバ (CUB)                     | コスティカ・ダフィノイウ ルーマニア (ROM)                       |
| 1976 モントリオール   | レオン・スピンクス アメリカ合衆国 (USA)       | シクト・ソリア キューバ (CUB)                     | ヤーヌス・ゴルタット ポーランド (POL)                           |
| 1980 モスクワ         | スロボタン・カッチャー ユーゴスラビア (YUG)   | パウエル・スクルセク ポーランド (POL)             | ヘルベルト・バウフ 東ドイツ (GDR)                               |
| 1980 モスクワ         | スロボタン・カッチャー ユーゴスラビア (YUG)   | パウエル・スクルセク ポーランド (POL)             | リカルド・ロハス キューバ (CUB)                                 |
| 1984 ロサンゼルス     | アントン・ヨシポビッチ ユーゴスラビア (YUG)   | ケビン・バリー ニュージーランド (NZL)             | イベンダー・ホリフィールド アメリカ合衆国 (USA)                 |
| 1984 ロサンゼルス     | アントン・ヨシポビッチ ユーゴスラビア (YUG)   | ケビン・バリー ニュージーランド (NZL)             | ムスタファ・ムッサ アルジェリア (ALG)                           |
| 1988 ソウル           | アンドリュー・メイナード アメリカ合衆国 (USA) | ヌラムゴームド・シャナバゾフ ソビエト連邦 (URS)   | ヘンリク・ペトリッチ ポーランド (POL)                           |
| 1988 ソウル           | アンドリュー・メイナード アメリカ合衆国 (USA) | ヌラムゴームド・シャナバゾフ ソビエト連邦 (URS)   | ダミール・スカロ ユーゴスラビア (YUG)                           |
| 1992 バルセロナ       | トルステン・マイ ドイツ (GER)                 | ロスチスラフ・ザウリチニ EUN (EUN)                | ヴォイチェフ・バルトニク ポーランド (POL)                       |
| 1992 バルセロナ       | トルステン・マイ ドイツ (GER)                 | ロスチスラフ・ザウリチニ EUN (EUN)                | ゾルタン・ベレス ハンガリー (HUN)                               |
| 1996 アトランタ       | ワシリー・ジロフ カザフスタン (KAZ)           | 李承培 韓国 (KOR)                                 | アントニオ・ターバー アメリカ合衆国 (USA)                       |
| 1996 アトランタ       | ワシリー・ジロフ カザフスタン (KAZ)           | 李承培 韓国 (KOR)                                 | トーマス・ウルリッヒ ドイツ (GER)                               |
| 2000 シドニー         | アレクサンドル・レブジアク ロシア (RUS)       | ルドルフ・クライ チェコ (CZE)                     | アンドレイ・フェドチョク ウクライナ (UKR)                       |
| 2000 シドニー         | アレクサンドル・レブジアク ロシア (RUS)       | ルドルフ・クライ チェコ (CZE)                     | セルゲイ・ミハイロフ ウズベキスタン (UZB)                       |
| 2004 アテネ           | アンドレ・ウォード アメリカ合衆国 (USA)       | マゴメド・アリプガジエフ ベラルーシ (BLR)         | ウトキルベク・ハイダロフ ウズベキスタン (UZB)                   |
| 2004 アテネ           | アンドレ・ウォード アメリカ合衆国 (USA)       | マゴメド・アリプガジエフ ベラルーシ (BLR)         | アフメド・イスマイル エジプト (EGY)                             |
| 2008 北京             | 張小平 中国 (CHN)                             | ケニー・イーガン アイルランド (IRL)               | エルケブラン・シナリエフ カザフスタン (KAZ)                     |
| 2008 北京             | 張小平 中国 (CHN)                             | ケニー・イーガン アイルランド (IRL)               | トニー・ジェフリーズ イギリス (GBR)                             |
| 2012 ロンドン         | エゴー・メコンチェフ ロシア (RUS)             | アディルベク・ニヤジムベトフ カザフスタン (KAZ)   | ヤマグチ・ファルカン ブラジル (BRA)                             |
| 2012 ロンドン         | エゴー・メコンチェフ ロシア (RUS)             | アディルベク・ニヤジムベトフ カザフスタン (KAZ)   | オレクサンドル・グウォジク ウクライナ (UKR)                     |
| 2016 リオデジャネイロ | フリオ・セサール・ラ・クルス キューバ (CUB)   | アディルベク・ニヤジムベトフ カザフスタン (KAZ)   | マチュー・ボーダリーキ フランス (FRA)                           |
| 2016 リオデジャネイロ | フリオ・セサール・ラ・クルス キューバ (CUB)   | アディルベク・ニヤジムベトフ カザフスタン (KAZ)   | ジョシュア・ブアッツィ イギリス (GBR)                           |
| 2020 東京             | アルレン・ロペス キューバ (CUB)               | ベンジャミン・ウィッテカー イギリス (GBR)         | イマム・ハタエフ ROC (ROC)                                      |
| 2020 東京             | アルレン・ロペス キューバ (CUB)               | ベンジャミン・ウィッテカー イギリス (GBR)         | ロレン・ベルト・アルフォンソ・ドミンゲス アゼルバイジャン (AZE) |

#### ヘビー級
- 1904-1908: 71.7kg超
- 1920-1936: 79.4kg超
- 1948: 80kg超
- 1952-1980: 81kg超
- 1984-: 81-91kg

| 大会名                | 金                                          | 銀                                        | 銅                                            |
| --------------------- | ------------------------------------------- | ----------------------------------------- | --------------------------------------------- |
| 1904 セントルイス     | サミュエル・バーガー アメリカ合衆国 (USA)   | チャールズ・マイヤー アメリカ合衆国 (USA) | ウィリアム・マイケルズ アメリカ合衆国 (USA)   |
| 1908 ロンドン         | アルバート・オールドマン イギリス (GBR)     | シドニー・エヴァンス イギリス (GBR)       | フレデリック・パークス イギリス (GBR)         |
| 1912 ストックホルム   | 実施せず                                    | 実施せず                                  | 実施せず                                      |
| 1920 アントワープ     | ロナルド・ローソン イギリス (GBR)           | セーレン・ピーターセン デンマーク (DEN)   | サヴィエ・エリューレ フランス (FRA)           |
| 1924 パリ             | オットー・フォン・ポラト ノルウェー (NOR)   | セーレン・ピーターセン デンマーク (DEN)   | アルフレド・ポルシオ アルゼンチン (ARG)       |
| 1928 アムステルダム   | アートゥロ・ロドリゲス アルゼンチン (ARG)   | ニールス・ラム スウェーデン (SWE)         | ミカエル・ミカエルセン デンマーク (DEN)       |
| 1932 ロサンゼルス     | サンチアゴ・ロヴェル アルゼンチン (ARG)     | ルイジ・ロバッティ イタリア (ITA)         | フレデリック・フィーリー アメリカ合衆国 (USA) |
| 1936 ベルリン         | ヘルベルト・ルンゲ ドイツ (GER)             | ギレルモ・ロベル アルゼンチン (ARG)       | アーリング・ニールセン ノルウェー (NOR)       |
| 1948 ロンドン         | ラファエル・イグレシアス アルゼンチン (ARG) | グンナー・ニルソン スウェーデン (SWE)     | ジョン・アーサー 南アフリカ (RSA)             |
| 1952 ヘルシンキ       | エドワード・サンダース アメリカ合衆国 (USA) | インゲマル・ヨハンソン スウェーデン (SWE) | イルッカ・コスキ フィンランド (FIN)           |
| 1952 ヘルシンキ       | エドワード・サンダース アメリカ合衆国 (USA) | インゲマル・ヨハンソン スウェーデン (SWE) | アンドリース・ニーマン 南アフリカ (RSA)       |
| 1956 メルボルン       | ピート・ラデマッハー アメリカ合衆国 (USA)   | レフ・ムーヒン ソビエト連邦 (URS)         | ダニエル・ベッカー 南アフリカ (RSA)           |
| 1956 メルボルン       | ピート・ラデマッハー アメリカ合衆国 (USA)   | レフ・ムーヒン ソビエト連邦 (URS)         | ジャコモ・ボッザーノ イタリア (ITA)           |
| 1960 ローマ           | フランチェスコ・デ・ピッコリ イタリア (ITA) | ダニエル・ベッカー 南アフリカ (RSA)       | ジョセフ・ネメク チェコスロバキア (TCH)       |
| 1960 ローマ           | フランチェスコ・デ・ピッコリ イタリア (ITA) | ダニエル・ベッカー 南アフリカ (RSA)       | ギュンター・ジークムント 東西統一ドイツ (EUA) |
| 1964 東京             | ジョー・フレージャー アメリカ合衆国 (USA)   | ハンス・フーベル 東西統一ドイツ (EUA)     | ジュゼッペ・ロス イタリア (ITA)               |
| 1964 東京             | ジョー・フレージャー アメリカ合衆国 (USA)   | ハンス・フーベル 東西統一ドイツ (EUA)     | ワディム・イェメリアノフ ソビエト連邦 (URS)   |
| 1968 メキシコシティ   | ジョージ・フォアマン アメリカ合衆国 (USA)   | イオナス・チェプリス ソビエト連邦 (URS)   | ジョルジオ・バンビーニ イタリア (ITA)         |
| 1968 メキシコシティ   | ジョージ・フォアマン アメリカ合衆国 (USA)   | イオナス・チェプリス ソビエト連邦 (URS)   | ホアキン・ロッカ メキシコ (MEX)               |
| 1972 ミュンヘン       | テオフィロ・ステベンソン キューバ (CUB)     | イオン・アレクセ ルーマニア (ROM)         | ペーター・ハッシング 西ドイツ (FRG)           |
| 1972 ミュンヘン       | テオフィロ・ステベンソン キューバ (CUB)     | イオン・アレクセ ルーマニア (ROM)         | ハッセ・トムセン スウェーデン (SWE)           |
| 1976 モントリオール   | テオフィロ・ステベンソン キューバ (CUB)     | ミルチェア・シモン ルーマニア (ROM)       | クラレンス・ヒル バミューダ (BER)             |
| 1976 モントリオール   | テオフィロ・ステベンソン キューバ (CUB)     | ミルチェア・シモン ルーマニア (ROM)       | ジョン・テート アメリカ合衆国 (USA)           |
| 1980 モスクワ         | テオフィロ・ステベンソン キューバ (CUB)     | ピョートル・ツァエフ ソビエト連邦 (URS)   | ユルゲン・ファンゲーネル 東ドイツ (GDR)       |
| 1980 モスクワ         | テオフィロ・ステベンソン キューバ (CUB)     | ピョートル・ツァエフ ソビエト連邦 (URS)   | イストバン・レーバイ ハンガリー (HUN)         |
| 1984 ロサンゼルス     | ヘンリー・ティルマン アメリカ合衆国 (USA)   | ウィリー・デウィット カナダ (CAN)         | アンヘロ・ムゾネ イタリア (ITA)               |
| 1984 ロサンゼルス     | ヘンリー・ティルマン アメリカ合衆国 (USA)   | ウィリー・デウィット カナダ (CAN)         | アーノルド・ワンデルリージェ オランダ (NED)   |
| 1988 ソウル           | レイ・マーサー アメリカ合衆国 (USA)         | 白賢万 韓国 (KOR)                         | アンドリュー・ゴロタ ポーランド (POL)         |
| 1988 ソウル           | レイ・マーサー アメリカ合衆国 (USA)         | 白賢万 韓国 (KOR)                         | アーノルド・ワンデルリージェ オランダ (NED)   |
| 1992 バルセロナ       | フェリックス・サボン キューバ (CUB)         | デビッド・アイゾン ナイジェリア (NGR)     | デビッド・トゥア ニュージーランド (NZL)       |
| 1992 バルセロナ       | フェリックス・サボン キューバ (CUB)         | デビッド・アイゾン ナイジェリア (NGR)     | アーノルド・ワンデルリージェ オランダ (NED)   |
| 1996 アトランタ       | フェリックス・サボン キューバ (CUB)         | デビッド・デフィアボン カナダ (CAN)       | ネイト・ジョーンズ アメリカ合衆国 (USA)       |
| 1996 アトランタ       | フェリックス・サボン キューバ (CUB)         | デビッド・デフィアボン カナダ (CAN)       | ルアン・クラスニキ ドイツ (GER)               |
| 2000 シドニー         | フェリックス・サボン キューバ (CUB)         | スルタン・イブラギモフ ロシア (RUS)       | ウラジミール・チャントーリア グルジア (GEO)   |
| 2000 シドニー         | フェリックス・サボン キューバ (CUB)         | スルタン・イブラギモフ ロシア (RUS)       | セバスチャン・コーベル ドイツ (GER)           |
| 2004 アテネ           | オドラニエル・ソリス キューバ (CUB)         | ビクタル・ズエフ ベラルーシ (BLR)         | モハメド・エルサエド エジプト (EGY)           |
| 2004 アテネ           | オドラニエル・ソリス キューバ (CUB)         | ビクタル・ズエフ ベラルーシ (BLR)         | ナセル・アル＝シャミ シリア (SYR)             |
| 2008 北京             | ラヒム・チャムキエフ ロシア (RUS)           | クレメント・ルッソ イタリア (ITA)         | オスマイ・アコスタ キューバ (CUB)             |
| 2008 北京             | ラヒム・チャムキエフ ロシア (RUS)           | クレメント・ルッソ イタリア (ITA)         | デオンテイ・ワイルダー アメリカ合衆国 (USA)   |
| 2012 ロンドン         | アレクサンデル・ウシク ウクライナ (UKR)     | クレメンテ・ルッソ イタリア (ITA)         | テルベル・プレフ ブルガリア (BUL)             |
| 2012 ロンドン         | アレクサンデル・ウシク ウクライナ (UKR)     | クレメンテ・ルッソ イタリア (ITA)         | テイムル・ママドフ アゼルバイジャン (AZE)     |
| 2016 リオデジャネイロ | エフゲニー・ティシェンコ ロシア (RUS)       | ヴァシリー・レヴィット カザフスタン (KAZ) | エリスランディ・サボン キューバ (CUB)         |
| 2016 リオデジャネイロ | エフゲニー・ティシェンコ ロシア (RUS)       | ヴァシリー・レヴィット カザフスタン (KAZ) | ルスタム・ツラガノフ ウズベキスタン (UZB)     |
| 2020 東京             | フリオ・ラ・クルス キューバ (CUB)           | ムスリム・ガジマゴメドフ ROC (ROC)        | デイビッド・ニーカ ニュージーランド (NZL)     |
| 2020 東京             | フリオ・ラ・クルス キューバ (CUB)           | ムスリム・ガジマゴメドフ ROC (ROC)        | アブネル・テイシェイラ ブラジル (BRA)         |

#### スーパーヘビー級
- 1984-: 91kg超級

| 開催年                | 金                                          | 銀                                              | 銅                                                    |
| --------------------- | ------------------------------------------- | ----------------------------------------------- | ----------------------------------------------------- |
| 1984 ロサンゼルス     | タイレル・ビッグス アメリカ合衆国 (USA)     | フランチェスコ・ダミアニ イタリア (ITA)         | サリフ・アジス ユーゴスラビア (YUG)                   |
| 1984 ロサンゼルス     | タイレル・ビッグス アメリカ合衆国 (USA)     | フランチェスコ・ダミアニ イタリア (ITA)         | ロバート・ウェルズ イギリス (GBR)                     |
| 1988 ソウル           | レノックス・ルイス カナダ (CAN)             | リディック・ボウ アメリカ合衆国 (USA)           | ヤヌス・ザレンキビッチ ポーランド (POL)               |
| 1988 ソウル           | レノックス・ルイス カナダ (CAN)             | リディック・ボウ アメリカ合衆国 (USA)           | アレクサンドル・ミロシュニチェンコ ソビエト連邦 (URS) |
| 1992 バルセロナ       | ロベルト・バラド キューバ (CUB)             | リチャード・イグビネグ ナイジェリア (NGR)       | スビレン・ルシノフ ブルガリア (BUL)                   |
| 1992 バルセロナ       | ロベルト・バラド キューバ (CUB)             | リチャード・イグビネグ ナイジェリア (NGR)       | ブライアン・ニールセン デンマーク (DEN)               |
| 1996 アトランタ       | ウラジミール・クリチコ ウクライナ (UKR)     | パエア・ウォルフグラム トンガ (TGA)             | アレクセイ・レジン ロシア (RUS)                       |
| 1996 アトランタ       | ウラジミール・クリチコ ウクライナ (UKR)     | パエア・ウォルフグラム トンガ (TGA)             | ダンカン・ドキワリ ナイジェリア (NGR)                 |
| 2000 シドニー         | オードリー・ハリソン イギリス (GBR)         | ムハタルハン・ディルダベコフ カザフスタン (KAZ) | パオロ・ビドズ イタリア (ITA)                         |
| 2000 シドニー         | オードリー・ハリソン イギリス (GBR)         | ムハタルハン・ディルダベコフ カザフスタン (KAZ) | ラスタム・サイドフ ウズベキスタン (UZB)               |
| 2004 アテネ           | アレクサンドル・ポベトキン ロシア (RUS)     | モハメド・アリ エジプト (EGY)                   | ミチェル・ロペス キューバ (CUB)                       |
| 2004 アテネ           | アレクサンドル・ポベトキン ロシア (RUS)     | モハメド・アリ エジプト (EGY)                   | ロベルト・カンマレーレ イタリア (ITA)                 |
| 2008 北京             | ロベルト・カンマレーレ イタリア (ITA)       | 張志磊 中国 (CHN)                               | デビッド・プライス イギリス (GBR)                     |
| 2008 北京             | ロベルト・カンマレーレ イタリア (ITA)       | 張志磊 中国 (CHN)                               | ビャチェスラフ・グラズコフ ウクライナ (UKR)           |
| 2012 ロンドン         | アンソニー・ジョシュア イギリス (GBR)       | ロベルト・カンマレーレ イタリア (ITA)           | イワン・ディチコ カザフスタン (KAZ)                   |
| 2012 ロンドン         | アンソニー・ジョシュア イギリス (GBR)       | ロベルト・カンマレーレ イタリア (ITA)           | マゴメドラスル・メジドフ アゼルバイジャン (AZE)       |
| 2016 リオデジャネイロ | トニー・ヨカ フランス (FRA)                 | ジョー・ジョイス イギリス (GBR)                 | フィリップ・フルゴビッチ クロアチア (CRO)             |
| 2016 リオデジャネイロ | トニー・ヨカ フランス (FRA)                 | ジョー・ジョイス イギリス (GBR)                 | イヴァン・ディッコ カザフスタン (KAZ)                 |
| 2020 東京             | バホディル・ジャロロフ ウズベキスタン (UZB) | リチャード・トーレス アメリカ合衆国 (USA)       | フレーザー・クラーク イギリス (GBR)                   |
| 2020 東京             | バホディル・ジャロロフ ウズベキスタン (UZB) | リチャード・トーレス アメリカ合衆国 (USA)       | カムシベク・クンカバエフ カザフスタン (KAZ)           |

### 女子

#### フライ級
| 開催年                | 金                                    | 銀                                    | 銅                                        |
| --------------------- | ------------------------------------- | ------------------------------------- | ----------------------------------------- |
| 2012 ロンドン         | ニコラ・アダムズ イギリス (GBR)       | 任燦燦 中国 (CHN)                     | メアリー・コム インド (IND)               |
| 2012 ロンドン         | ニコラ・アダムズ イギリス (GBR)       | 任燦燦 中国 (CHN)                     | マーレン・エスパーザ アメリカ合衆国 (USA) |
| 2016 リオデジャネイロ | ニコラ・アダムズ イギリス (GBR)       | サラ・ウラムーヌ フランス (FRA)       | 任燦燦 中国 (CHN)                         |
| 2016 リオデジャネイロ | ニコラ・アダムズ イギリス (GBR)       | サラ・ウラムーヌ フランス (FRA)       | イングリット・バレンシア コロンビア (COL) |
| 2020 東京             | ストイカ・クラステバ ブルガリア (BUL) | ブセ・ナズ・チャクロール トルコ (TUR) | 黄篠雯 チャイニーズタイペイ (TPE)         |
| 2020 東京             | ストイカ・クラステバ ブルガリア (BUL) | ブセ・ナズ・チャクロール トルコ (TUR) | 並木月海 日本 (JPN)                       |

#### フェザー級
| 開催年    | 金                  | 銀                                    | 銅                                          |
| --------- | ------------------- | ------------------------------------- | ------------------------------------------- |
| 2020 東京 | 入江聖奈 日本 (JPN) | ネスティー・ペテシオ フィリピン (PHI) | イルマ・テスタ イタリア (ITA)               |
| 2020 東京 | 入江聖奈 日本 (JPN) | ネスティー・ペテシオ フィリピン (PHI) | カリス・アーティングストール イギリス (GBR) |

#### ライト級
| 開催年                | 金                                          | 銀                                    | 銅                                                      |
| --------------------- | ------------------------------------------- | ------------------------------------- | ------------------------------------------------------- |
| 2012 ロンドン         | ケイティー・テイラー アイルランド (IRL)     | ソフィア・オチガワ ロシア (RUS)       | マブズナ・チョリエワ タジキスタン (TJK)                 |
| 2012 ロンドン         | ケイティー・テイラー アイルランド (IRL)     | ソフィア・オチガワ ロシア (RUS)       | アドリアーナ・アラウージョ ブラジル (BRA)               |
| 2016 リオデジャネイロ | エステル・モッセリー フランス (FRA)         | 尹軍花 中国 (CHN)                     | アナスタシア・ベリャコワ ロシア (RUS)                   |
| 2016 リオデジャネイロ | エステル・モッセリー フランス (FRA)         | 尹軍花 中国 (CHN)                     | ミラ・ポトコネン フィンランド (FIN)                     |
| 2020 東京             | ケリー・アン・ハリントン アイルランド (IRL) | ベアトリス・フェレイラ ブラジル (BRA) | スダポーン・シーソンディー タイ (THA)                   |
| 2020 東京             | ケリー・アン・ハリントン アイルランド (IRL) | ベアトリス・フェレイラ ブラジル (BRA) | ミラ・マリュト・ヨハンナ・ポトコネン フィンランド (FIN) |

#### ウェルター級
| 開催年    | 金                                  | 銀              | 銅                                        |
| --------- | ----------------------------------- | --------------- | ----------------------------------------- |
| 2020 東京 | ブセナズ・シュルメネリ トルコ (TUR) | 谷紅 中国 (CHN) | ロブリナ・ボルゴハイン インド (IND)       |
| 2020 東京 | ブセナズ・シュルメネリ トルコ (TUR) | 谷紅 中国 (CHN) | オシャエ・ジョーンズ アメリカ合衆国 (USA) |

#### ミドル級
| 開催年                | 金                                        | 銀                                    | 銅                                      |
| --------------------- | ----------------------------------------- | ------------------------------------- | --------------------------------------- |
| 2012 ロンドン         | クラレッサ・シールズ アメリカ合衆国 (USA) | ナデジャ・トロポワ ロシア (RUS)       | マリナ・ウォルノワ カザフスタン (KAZ)   |
| 2012 ロンドン         | クラレッサ・シールズ アメリカ合衆国 (USA) | ナデジャ・トロポワ ロシア (RUS)       | 李金子 中国 (CHN)                       |
| 2016 リオデジャネイロ | クラレッサ・シールズ アメリカ合衆国 (USA) | ヌシュカ・フォンタイン オランダ (NED) | ダリガ・シャキモヴァ カザフスタン (KAZ) |
| 2016 リオデジャネイロ | クラレッサ・シールズ アメリカ合衆国 (USA) | ヌシュカ・フォンタイン オランダ (NED) | 李倩 中国 (CHN)                         |
| 2020 東京             | ローレン・プライス イギリス (GBR)         | 李倩 中国 (CHN)                       | ヌシュカー・フォンテイン オランダ (NED) |
| 2020 東京             | ローレン・プライス イギリス (GBR)         | 李倩 中国 (CHN)                       | ゼンフィラ・マゴメダリエワ ROC (ROC)    |

## 廃止階級

### 男子

#### ライトフライ級
- 1968-2008: 48kg級
- 2012-2016: 49kg級

| 大会名                | 金                                            | 銀                                          | 銅                                        |
| --------------------- | --------------------------------------------- | ------------------------------------------- | ----------------------------------------- |
| 1968 メキシコシティ   | フランシスコ・ロドリゲス ベネズエラ (VEN)     | 池竜珠 韓国 (KOR)                           | ハーラン・マーブレイ アメリカ合衆国 (USA) |
| 1968 メキシコシティ   | フランシスコ・ロドリゲス ベネズエラ (VEN)     | 池竜珠 韓国 (KOR)                           | フベルト・スクルシプサク ポーランド (POL) |
| 1972 ミュンヘン       | ジェルジ・ゲドー ハンガリー (HUN)             | キム・ウージル 北朝鮮 (PRK)                 | ラルフ・エヴァンス イギリス (GBR)         |
| 1972 ミュンヘン       | ジェルジ・ゲドー ハンガリー (HUN)             | キム・ウージル 北朝鮮 (PRK)                 | エンリケ・ロドリゲス スペイン (ESP)       |
| 1976 モントリオール   | ホルヘ・エルナンデス キューバ (CUB)           | リ・ビヨンウク 北朝鮮 (PRK)                 | オルランド・マルドナド プエルトリコ (PUR) |
| 1976 モントリオール   | ホルヘ・エルナンデス キューバ (CUB)           | リ・ビヨンウク 北朝鮮 (PRK)                 | パヤオ・プーンタラット タイ (THA)         |
| 1980 モスクワ         | シャミル・サビロフ ソビエト連邦 (URS)         | ヒポリト・ラモス キューバ (CUB)             | イスマイル・モスタホフ ブルガリア (BUL)   |
| 1980 モスクワ         | シャミル・サビロフ ソビエト連邦 (URS)         | ヒポリト・ラモス キューバ (CUB)             | リ・ビヨンウク 北朝鮮 (PRK)               |
| 1984 ロサンゼルス     | ポール・ゴンザレス アメリカ合衆国 (USA)       | サルバトーレ・トディスコ イタリア (ITA)     | ホセ・ボリバル ベネズエラ (VEN)           |
| 1984 ロサンゼルス     | ポール・ゴンザレス アメリカ合衆国 (USA)       | サルバトーレ・トディスコ イタリア (ITA)     | キース・ミビラ ザンビア (ZAM)             |
| 1988 ソウル           | イヴァイロ・マリノフ ブルガリア (BUL)         | マイケル・カルバハル アメリカ合衆国 (USA)   | ロバート・イサスゼキ ハンガリー (HUN)     |
| 1988 ソウル           | イヴァイロ・マリノフ ブルガリア (BUL)         | マイケル・カルバハル アメリカ合衆国 (USA)   | レオポルド・セランテス フィリピン (PHI)   |
| 1992 バルセロナ       | ロゲリオ・マルセーロ キューバ (CUB)           | ダニエル・ペトロフ ブルガリア (BUL)         | ヤン・カスト ドイツ (GER)                 |
| 1992 バルセロナ       | ロゲリオ・マルセーロ キューバ (CUB)           | ダニエル・ペトロフ ブルガリア (BUL)         | ローエル・ベラスコ フィリピン (PHI)       |
| 1996 アトランタ       | ダニエル・ペトロフ ブルガリア (BUL)           | マンスエト・ベラスコ フィリピン (PHI)       | オレグ・キユキン ウクライナ (UKR)         |
| 1996 アトランタ       | ダニエル・ペトロフ ブルガリア (BUL)           | マンスエト・ベラスコ フィリピン (PHI)       | ラファエル・ロサノ スペイン (ESP)         |
| 2000 シドニー         | ブライム・アスロウム フランス (FRA)           | ラファエル・ロサノ スペイン (ESP)           | キム・ウンチョル 北朝鮮 (PRK)             |
| 2000 シドニー         | ブライム・アスロウム フランス (FRA)           | ラファエル・ロサノ スペイン (ESP)           | マイクロ・ロメロ キューバ (CUB)           |
| 2004 アテネ           | ヤン・バルテレミー キューバ (CUB)             | アタグン・ヤルジンカヤ トルコ (TUR)         | 鄒市明 中国 (CHN)                         |
| 2004 アテネ           | ヤン・バルテレミー キューバ (CUB)             | アタグン・ヤルジンカヤ トルコ (TUR)         | セルゲイ・カザコフ ロシア (RUS)           |
| 2008 北京             | 鄒市明 中国 (CHN)                             | セルダンバ・プレブドルジ モンゴル (MGL)     | パディー・バーンズ アイルランド (IRL)     |
| 2008 北京             | 鄒市明 中国 (CHN)                             | セルダンバ・プレブドルジ モンゴル (MGL)     | ヤンピエル・エルナンデス キューバ (CUB)   |
| 2012 ロンドン         | 鄒市明 中国 (CHN)                             | カエオ・ポンプラヨーン タイ (THA)           | パディー・バーンズ アイルランド (IRL)     |
| 2012 ロンドン         | 鄒市明 中国 (CHN)                             | カエオ・ポンプラヨーン タイ (THA)           | ダビド・アイラペチャン ロシア (RUS)       |
| 2016 リオデジャネイロ | ハサンボイ・ドゥスマトフ ウズベキスタン (UZB) | ジュベルヘン・マルティネス コロンビア (COL) | ヨアニス・アーギラゴス キューバ (CUB)     |
| 2016 リオデジャネイロ | ハサンボイ・ドゥスマトフ ウズベキスタン (UZB) | ジュベルヘン・マルティネス コロンビア (COL) | ニコ・ヘルナンデス アメリカ合衆国 (USA)   |

#### バンタム級
- 1904: 47.6-52.2kg
- 1908: 52.6kg
- 1920-1928: 50.8-53.5kg
- 1932-1936: 50.8-54.0kg
- 1948-2008: 51-54kg
- 2012-2016: 52-56kg

| 大会名                | 金                                              | 銀                                                | 銅                                              |
| --------------------- | ----------------------------------------------- | ------------------------------------------------- | ----------------------------------------------- |
| 1904 セントルイス     | オリバー・カーク アメリカ合衆国 (USA)           | ジョージ・フィネガン アメリカ合衆国 (USA)         | 該当者なし                                      |
| 1908 ロンドン         | ヘンリー・トーマス イギリス (GBR)               | ジョン・コンドン イギリス (GBR)                   | ウィリアム・ウェブ イギリス (GBR)               |
| 1912 ストックホルム   | 実施せず                                        | 実施せず                                          | 実施せず                                        |
| 1920 アントワープ     | クラレンス・ウォーカー 南アフリカ (RSA)         | クリフォード・グラハム カナダ (CAN)               | ジョージ・マッケンジー イギリス (GBR)           |
| 1924 パリ             | ウィリアム・スミス 南アフリカ (RSA)             | サルバトーレ・トリポリ アメリカ合衆国 (USA)       | ジャン・セ フランス (FRA)                       |
| 1928 アムステルダム   | ビットリオ・タマニーニ イタリア (ITA)           | ジョン・デイリー アメリカ合衆国 (USA)             | ハリー・イサークス 南アフリカ (RSA)             |
| 1932 ロサンゼルス     | ホレス・グウィン カナダ (CAN)                   | ハンス・シグラルスキ ドイツ (GER)                 | ホセ・ビラヌエバ フィリピン (PHI)               |
| 1936 ベルリン         | ウルデリコ・セルゴ イタリア (ITA)               | ジャック・ウィルソン アメリカ合衆国 (USA)         | フィデル・オルティス メキシコ (MEX)             |
| 1948 ロンドン         | ティボール・シック ハンガリー (HUN)             | ジョバンニ・ツァダス イタリア (ITA)               | ファン・ベネガス プエルトリコ (PUR)             |
| 1952 ヘルシンキ       | ペンッティ・ハマライネン フィンランド (FIN)     | ジョン・マクナリー アイルランド (IRL)             | ゲンナジー・ガルブゾフ ソビエト連邦 (URS)       |
| 1952 ヘルシンキ       | ペンッティ・ハマライネン フィンランド (FIN)     | ジョン・マクナリー アイルランド (IRL)             | 姜俊鎬 韓国 (KOR)                               |
| 1956 メルボルン       | ヴォルフガング・ベーレント 東西統一ドイツ (EUA) | 宗順天 韓国 (KOR)                                 | クラウディオ・バリエントス チリ (CHI)           |
| 1956 メルボルン       | ヴォルフガング・ベーレント 東西統一ドイツ (EUA) | 宗順天 韓国 (KOR)                                 | フレデリック・ジルロイ アイルランド (IRL)       |
| 1960 ローマ           | オレグ・グリゴリエフ ソビエト連邦 (URS)         | プリモ・ザンパリーニ イタリア (ITA)               | ブルノン・ベンディク ポーランド (POL)           |
| 1960 ローマ           | オレグ・グリゴリエフ ソビエト連邦 (URS)         | プリモ・ザンパリーニ イタリア (ITA)               | オリバー・テイラー オーストラリア (AUS)         |
| 1964 東京             | 桜井孝雄 日本 (JPN)                             | 鄭申朝 韓国 (KOR)                                 | ファン・ファビラ・メンドサ メキシコ (MEX)       |
| 1964 東京             | 桜井孝雄 日本 (JPN)                             | 鄭申朝 韓国 (KOR)                                 | ワシントン・ロドリゲス ウルグアイ (URU)         |
| 1968 メキシコシティ   | ワレリー・ソコロフ ソビエト連邦 (URS)           | エリダディ・ムクワンガ ウガンダ (UGA)             | 張淳吉 韓国 (KOR)                               |
| 1968 メキシコシティ   | ワレリー・ソコロフ ソビエト連邦 (URS)           | エリダディ・ムクワンガ ウガンダ (UGA)             | 森岡栄治 日本 (JPN)                             |
| 1972 ミュンヘン       | オーランド・マルチネス キューバ (CUB)           | アルフォンソ・サモラ メキシコ (MEX)               | リカルド・カレラス アメリカ合衆国 (USA)         |
| 1972 ミュンヘン       | オーランド・マルチネス キューバ (CUB)           | アルフォンソ・サモラ メキシコ (MEX)               | ジョージ・ターピン イギリス (GBR)               |
| 1976 モントリオール   | グ・ヨンジョ 北朝鮮 (PRK)                       | チャールズ・ムーニー アメリカ合衆国 (USA)         | パトリック・コーデル イギリス (GBR)             |
| 1976 モントリオール   | グ・ヨンジョ 北朝鮮 (PRK)                       | チャールズ・ムーニー アメリカ合衆国 (USA)         | ヴィクトール・リバコフ ソビエト連邦 (URS)       |
| 1980 モスクワ         | ホアン・エルナンデス キューバ (CUB)             | ベルナルド・ピナンゴ ベネズエラ (VEN)             | ミッチェル・アンソニー ガイアナ (GUY)           |
| 1980 モスクワ         | ホアン・エルナンデス キューバ (CUB)             | ベルナルド・ピナンゴ ベネズエラ (VEN)             | ディミトル・チペレ ルーマニア (ROM)             |
| 1984 ロサンゼルス     | マウリツィオ・ステッカ イタリア (ITA)           | エクトール・ロペス メキシコ (MEX)                 | ペドロ・ノラスコ ドミニカ共和国 (DOM)           |
| 1984 ロサンゼルス     | マウリツィオ・ステッカ イタリア (ITA)           | エクトール・ロペス メキシコ (MEX)                 | デイル・ウォルターズ カナダ (CAN)               |
| 1988 ソウル           | ケネディ・マッキニー アメリカ合衆国 (USA)       | アレクサンダル・フリストフ ブルガリア (BUL)       | ファジョル・ムールサン タイ (THA)               |
| 1988 ソウル           | ケネディ・マッキニー アメリカ合衆国 (USA)       | アレクサンダル・フリストフ ブルガリア (BUL)       | ホルヘ・エリセール・フリオ コロンビア (COL)     |
| 1992 バルセロナ       | ホエール・カサマヨール キューバ (CUB)           | ウェイン・マッカラー アイルランド (IRL)           | モハメド・アティク モロッコ (MAR)               |
| 1992 バルセロナ       | ホエール・カサマヨール キューバ (CUB)           | ウェイン・マッカラー アイルランド (IRL)           | リー・グワンシク 北朝鮮 (PRK)                   |
| 1996 アトランタ       | イシュトヴァン・コバチ ハンガリー (HUN)         | アルナルド・メサ キューバ (CUB)                   | ビチャイラチャノン・カドポ タイ (THA)           |
| 1996 アトランタ       | イシュトヴァン・コバチ ハンガリー (HUN)         | アルナルド・メサ キューバ (CUB)                   | ライムクル・マラフベコフ ロシア (RUS)           |
| 2000 シドニー         | ギレルモ・リゴンドウ キューバ (CUB)             | ライムクル・マラフベコフ ロシア (RUS)             | セルゲイ・ダニルチェンコ ウクライナ (UKR)       |
| 2000 シドニー         | ギレルモ・リゴンドウ キューバ (CUB)             | ライムクル・マラフベコフ ロシア (RUS)             | クラレンス・ビンソン アメリカ合衆国 (USA)       |
| 2004 アテネ           | ギレルモ・リゴンドウ キューバ (CUB)             | ウォラポート・ペチコーン タイ (THA)               | アガシ・マメドフ アゼルバイジャン (AZE)         |
| 2004 アテネ           | ギレルモ・リゴンドウ キューバ (CUB)             | ウォラポート・ペチコーン タイ (THA)               | バホディリオ・ソールトノフ ウズベキスタン (UZB) |
| 2008 北京             | エンクバット・バダルウーガン モンゴル (MGL)     | ヤンキエル・レオン・アラルコン キューバ (CUB)     | ビャチェスラフ・ゴヤン モルドバ (MDA)           |
| 2008 北京             | エンクバット・バダルウーガン モンゴル (MGL)     | ヤンキエル・レオン・アラルコン キューバ (CUB)     | ブルーノ・ジュリー モーリシャス (MRI)           |
| 2012 ロンドン         | ルーク・キャンベル イギリス (GBR)               | ジョン・ジョー・ネビン アイルランド (IRL)         | 清水聡 日本 (JPN)                               |
| 2012 ロンドン         | ルーク・キャンベル イギリス (GBR)               | ジョン・ジョー・ネビン アイルランド (IRL)         | ラサロ・アルバレスエストラダ キューバ (CUB)     |
| 2016 リオデジャネイロ | ロベイシ・ラミレス キューバ (CUB)               | シャクール・スティーブンソン アメリカ合衆国 (USA) | ヴラジーミル・ニキーチン ロシア (RUS)           |
| 2016 リオデジャネイロ | ロベイシ・ラミレス キューバ (CUB)               | シャクール・スティーブンソン アメリカ合衆国 (USA) | ムロジョン・アフマダリエフ ウズベキスタン (UZB) |

#### ライトウェルター級
- 1952-2000: 60-63.5kg
- 2004-2016: 60-64kg

| 大会名                | 金                                                  | 銀                                            | 銅                                                |
| --------------------- | --------------------------------------------------- | --------------------------------------------- | ------------------------------------------------- |
| 1952 ヘルシンキ       | チャールズ・アドキンズ アメリカ合衆国 (USA)         | ヴィクトール・メドノフ ソビエト連邦 (URS)     | エルキ・マレニアス フィンランド (FIN)             |
| 1952 ヘルシンキ       | チャールズ・アドキンズ アメリカ合衆国 (USA)         | ヴィクトール・メドノフ ソビエト連邦 (URS)     | ブルノ・ビザンティン イタリア (ITA)               |
| 1956 メルボルン       | ウラジミール・エンギバリャン ソビエト連邦 (URS)     | フランコ・ネンチ イタリア (ITA)               | コンスタンティン・ドミトレスク ルーマニア (ROM)   |
| 1956 メルボルン       | ウラジミール・エンギバリャン ソビエト連邦 (URS)     | フランコ・ネンチ イタリア (ITA)               | ヘンリー・ロブシャー 南アフリカ (RSA)             |
| 1960 ローマ           | ボフミル・ニェメチェック チェコスロバキア (TCH)     | クレメント・クォーティ ガーナ (GHA)           | クインシー・ダニエルズ アメリカ合衆国 (USA)       |
| 1960 ローマ           | ボフミル・ニェメチェック チェコスロバキア (TCH)     | クレメント・クォーティ ガーナ (GHA)           | マリアン・カスプルシク ポーランド (POL)           |
| 1964 東京             | イェジー・クレイ ポーランド (POL)                   | エフゲニー・フロロフ ソビエト連邦 (URS)       | エディ・ブレイ ガーナ (GHA)                       |
| 1964 東京             | イェジー・クレイ ポーランド (POL)                   | エフゲニー・フロロフ ソビエト連邦 (URS)       | ハビフ・ガリア チュニジア (TUN)                   |
| 1968 メキシコシティ   | イェジー・クレイ ポーランド (POL)                   | エンリケ・レケイフェロス キューバ (CUB)       | アルト・ニルソン フィンランド (FIN)               |
| 1968 メキシコシティ   | イェジー・クレイ ポーランド (POL)                   | エンリケ・レケイフェロス キューバ (CUB)       | ジェームズ・ウォーリントン アメリカ合衆国 (USA)   |
| 1972 ミュンヘン       | レイ・シールズ アメリカ合衆国 (USA)                 | アンゲル・アンゲロフ ブルガリア (BUL)         | イザカ・ダボレ ニジェール (NIG)                   |
| 1972 ミュンヘン       | レイ・シールズ アメリカ合衆国 (USA)                 | アンゲル・アンゲロフ ブルガリア (BUL)         | ズヴォニミール・ヴューイン ユーゴスラビア (YUG)   |
| 1976 モントリオール   | レイ・レナード アメリカ合衆国 (USA)                 | アンドレス・アルダマ キューバ (CUB)           | ウラジミール・コレフ ブルガリア (BUL)             |
| 1976 モントリオール   | レイ・レナード アメリカ合衆国 (USA)                 | アンドレス・アルダマ キューバ (CUB)           | カジミェシュ・セサルバ ポーランド (POL)           |
| 1980 モスクワ         | パトリツィオ・オリバ イタリア (ITA)                 | セリク・コナクバエフ ソビエト連邦 (URS)       | ホセ・アギラ キューバ (CUB)                       |
| 1980 モスクワ         | パトリツィオ・オリバ イタリア (ITA)                 | セリク・コナクバエフ ソビエト連邦 (URS)       | アンソニー・ウィリス イギリス (GBR)               |
| 1984 ロサンゼルス     | ジェリー・ペイジ アメリカ合衆国 (USA)               | ダーウィ・アンポンマハ タイ (THA)             | ミルチェア・フルガー ルーマニア (ROM)             |
| 1984 ロサンゼルス     | ジェリー・ペイジ アメリカ合衆国 (USA)               | ダーウィ・アンポンマハ タイ (THA)             | ミルコ・パゾビック ユーゴスラビア (YUG)           |
| 1988 ソウル           | ヴィアチェスラフ・ヤノフスキー ソビエト連邦 (URS)   | グラハム・チェニー オーストラリア (AUS)       | レイナー・ギエス 西ドイツ (FRG)                   |
| 1988 ソウル           | ヴィアチェスラフ・ヤノフスキー ソビエト連邦 (URS)   | グラハム・チェニー オーストラリア (AUS)       | ラース・メイルベルグ スウェーデン (SWE)           |
| 1992 バルセロナ       | エクトール・ビネント キューバ (CUB)                 | マーク・ルデック カナダ (CAN)                 | レナード・ドリン ルーマニア (ROM)                 |
| 1992 バルセロナ       | エクトール・ビネント キューバ (CUB)                 | マーク・ルデック カナダ (CAN)                 | ジリ・ジャール フィンランド (FIN)                 |
| 1996 アトランタ       | エクトール・ビネント キューバ (CUB)                 | オクタイ・ウルカル ドイツ (GER)               | ファティ・ミサウィ チュニジア (TUN)               |
| 1996 アトランタ       | エクトール・ビネント キューバ (CUB)                 | オクタイ・ウルカル ドイツ (GER)               | ボラト・ニヤジムベトフ カザフスタン (KAZ)         |
| 2000 シドニー         | マハマカジス・アブドゥラエフ ウズベキスタン (UZB)   | リカルド・ウィリアムズ アメリカ合衆国 (USA)   | モハメド・アラルー アルジェリア (ALG)             |
| 2000 シドニー         | マハマカジス・アブドゥラエフ ウズベキスタン (UZB)   | リカルド・ウィリアムズ アメリカ合衆国 (USA)   | ディオゲネス・ルナ キューバ (CUB)                 |
| 2004 アテネ           | マヌス・ブンジュモン タイ (THA)                     | ユデル・ジョンソン・セデーニョ キューバ (CUB) | ボリス・ゲオルギエフ ブルガリア (BUL)             |
| 2004 アテネ           | マヌス・ブンジュモン タイ (THA)                     | ユデル・ジョンソン・セデーニョ キューバ (CUB) | イオヌト・ゲオルゲ ルーマニア (ROM)               |
| 2008 北京             | フェリックス・ディアス ドミニカ共和国 (DOM)         | マナッス・ブンジャムノン タイ (THA)           | アレクシス・バスティーヌ フランス (FRA)           |
| 2008 北京             | フェリックス・ディアス ドミニカ共和国 (DOM)         | マナッス・ブンジャムノン タイ (THA)           | ロニエル・イグレシアス・ソトロンゴ キューバ (CUB) |
| 2012 ロンドン         | ロニエル・イグレシアスソトロンゴ キューバ (CUB)     | デニス・ベリンチク ウクライナ (UKR)           | ビンチェンツォ・マンジャカプレ イタリア (ITA)     |
| 2012 ロンドン         | ロニエル・イグレシアスソトロンゴ キューバ (CUB)     | デニス・ベリンチク ウクライナ (UKR)           | ウランチメグ・ムンフ・エルデネ モンゴル (MGL)     |
| 2016 リオデジャネイロ | ファズリディン・ガイブナザロフ ウズベキスタン (UZB) | ロレンソ・ソトマヨール アゼルバイジャン (AZE) | アルテム・ハルティウニアン ドイツ (GER)           |
| 2016 リオデジャネイロ | ファズリディン・ガイブナザロフ ウズベキスタン (UZB) | ロレンソ・ソトマヨール アゼルバイジャン (AZE) | ヴィタリー・ドゥナイツェフ ロシア (RUS)           |

#### ライトミドル級
- 1952-2000: 67-71kg

No longer included in the Olympic program.
| 開催年              | 金                                            | 銀                                              | 銅                                                |
| ------------------- | --------------------------------------------- | ----------------------------------------------- | ------------------------------------------------- |
| 1952 ヘルシンキ     | ラズロ・パップ ハンガリー (HUN)               | チュニス・バン・シャルクウィク 南アフリカ (RSA) | エラディオ・エレラ アルゼンチン (ARG)             |
| 1952 ヘルシンキ     | ラズロ・パップ ハンガリー (HUN)               | チュニス・バン・シャルクウィク 南アフリカ (RSA) | ボリス・ティシン ソビエト連邦 (URS)               |
| 1956 メルボルン     | ラズロ・パップ ハンガリー (HUN)               | ホセ・トーレス アメリカ合衆国 (USA)             | ジョン・マコーマック イギリス (GBR)               |
| 1956 メルボルン     | ラズロ・パップ ハンガリー (HUN)               | ホセ・トーレス アメリカ合衆国 (USA)             | ズビグニェフ・ピエトルシコウスキ ポーランド (POL) |
| 1960 ローマ         | ウィルバート・マックルア アメリカ合衆国 (USA) | カルメロ・ボッシ イタリア (ITA)                 | ウィリアム・フィッシャー イギリス (GBR)           |
| 1960 ローマ         | ウィルバート・マックルア アメリカ合衆国 (USA) | カルメロ・ボッシ イタリア (ITA)                 | ボリス・ラグティン ソビエト連邦 (URS)             |
| 1964 東京           | ボリス・ラグティン ソビエト連邦 (URS)         | ジョゼフ・ゴンザレス フランス (FRA)             | ヨーゼフ・クルジェシアク ポーランド (POL)         |
| 1964 東京           | ボリス・ラグティン ソビエト連邦 (URS)         | ジョゼフ・ゴンザレス フランス (FRA)             | ノイム・マイイェガン ナイジェリア (NGR)           |
| 1968 メキシコシティ | ボリス・ラグティン ソビエト連邦 (URS)         | ローランド・ガルベイ キューバ (CUB)             | ジョン・バルドウィン アメリカ合衆国 (USA)         |
| 1968 メキシコシティ | ボリス・ラグティン ソビエト連邦 (URS)         | ローランド・ガルベイ キューバ (CUB)             | ギュンター・マイヤー 西ドイツ (FRG)               |
| 1972 ミュンヘン     | ディーテル・コティシュ 西ドイツ (FRG)         | ヴィエスラウ・ルドコウスキ ポーランド (POL)     | アラン・ミンター イギリス (GBR)                   |
| 1972 ミュンヘン     | ディーテル・コティシュ 西ドイツ (FRG)         | ヴィエスラウ・ルドコウスキ ポーランド (POL)     | ペーター・ティーポルト 東ドイツ (GDR)             |
| 1976 モントリオール | ジェルジー・リビッキ ポーランド (POL)         | タージャ・カチャル ユーゴスラビア (YUG)         | ローランド・ガルベイ キューバ (CUB)               |
| 1976 モントリオール | ジェルジー・リビッキ ポーランド (POL)         | タージャ・カチャル ユーゴスラビア (YUG)         | ヴィクトール・サフチェンコ ソビエト連邦 (URS)     |
| 1980 モスクワ       | アルマンド・マルティネス キューバ (CUB)       | アレクサンドル・コシュキン ソビエト連邦 (URS)   | ヤン・フラネク チェコスロバキア (TCH)             |
| 1980 モスクワ       | アルマンド・マルティネス キューバ (CUB)       | アレクサンドル・コシュキン ソビエト連邦 (URS)   | デトレフ・ケストネル 東ドイツ (GDR)               |
| 1984 ロサンゼルス   | フランク・テート アメリカ合衆国 (USA)         | ショーン・オサリバン カナダ (CAN)               | クリストフ・ティオゾ フランス (FRA)               |
| 1984 ロサンゼルス   | フランク・テート アメリカ合衆国 (USA)         | ショーン・オサリバン カナダ (CAN)               | マンフレド・ジーロンカ 西ドイツ (FRG)             |
| 1988 ソウル         | 朴時憲 韓国 (KOR)                             | ロイ・ジョーンズ・ジュニア アメリカ合衆国 (USA) | レイモンド・ダウニー カナダ (CAN)                 |
| 1988 ソウル         | 朴時憲 韓国 (KOR)                             | ロイ・ジョーンズ・ジュニア アメリカ合衆国 (USA) | リッチー・ウッドホール イギリス (GBR)             |
| 1992 バルセロナ     | ファン・カルロス・レムス キューバ (CUB)       | オルハン・デリバス オランダ (NED)               | ジェルジ・ミゼイ ハンガリー (HUN)                 |
| 1992 バルセロナ     | ファン・カルロス・レムス キューバ (CUB)       | オルハン・デリバス オランダ (NED)               | ロビン・リード イギリス (GBR)                     |
| 1996 アトランタ     | デビッド・リード アメリカ合衆国 (USA)         | アルフレド・デュベルヘル キューバ (CUB)         | イェルマハン・イブライモフ カザフスタン (KAZ)     |
| 1996 アトランタ     | デビッド・リード アメリカ合衆国 (USA)         | アルフレド・デュベルヘル キューバ (CUB)         | カリム・ツラガノフ ウズベキスタン (UZB)           |
| 2000 シドニー       | イェルマハン・イブライモフ カザフスタン (KAZ) | マリアン・シミオン ルーマニア (ROM)             | ジャーメイン・テイラー アメリカ合衆国 (USA)       |
| 2000 シドニー       | イェルマハン・イブライモフ カザフスタン (KAZ) | マリアン・シミオン ルーマニア (ROM)             | ポーンチャイ・ソンブラン タイ (THA)               |